# Liste während der Berufsausübung getöteter Journalisten
Die Liste während der Berufsausübung getöteter Journalisten umfasst Name, Todesdatum, Geschlecht, Medium, Ort und Umstände des Todes. Nicht enthalten sind Journalisten, die auf Grund fehlender Motivlage als nicht in Ausübung ihres Berufes getötet gelten, sowie getötete Medienmitarbeiter (Fahrer, Beleuchter, Übersetzer usw.).

## Einleitung
Die Presse wird oft als Vierte Gewalt einer Gesellschaft bezeichnet, wobei Journalisten einer höheren Gefahr ausgesetzt sind, auf Grund ihrer Berichterstattung Schaden zu nehmen. Repressionsmechanismen sind u. a. politische Einflussnahme auf Medien, Aufnahme in Schwarze Listen, persönlicher Druck, Entführung, körperliche Gewalt und Folter bis hin zu gezieltem Mord. Organisationen wie Reporter ohne Grenzen, Committee to Protect Journalists oder The Journalists Memorial berichten von rund 2300 zwischen 1944 und Ende 2011 getöteten Journalisten, darunter (ab 1992) 6 % Frauen.
Das Observatory of Killed Journalists (dt. Observatorium getöteter Journalisten) ist eine weitere Liste, die von der UNESCO zusammengestellt und aktualisiert wird. Hier wurden zwischen 1993 und Januar 2024 insgesamt 1656 internationale Todesfälle von Journalisten und Medienschaffenden einzeln verifiziert, erfasst und nach Region kartiert.

## Listen

### 1992–1994
| Name                           | Datum des Todes       | Geschlecht | Medium                                        | Land, Ort des Todes                     | Todesumstände                    |
| ------------------------------ | --------------------- | ---------- | --------------------------------------------- | --------------------------------------- | -------------------------------- |
| Ram Singh Biling               | 3. Jan. 1992          | m          | Azdi Awaz, Daily Ajit                         | Indien, Jalandhar                       |                                  |
| Mustafa Jeha                   | 15. Jan. 1992         | m          | Al-Amal                                       | Libanon, Ost-Beirut                     |                                  |
| Paul Jenks                     | 17. Jan. 1992         | m          | European Pressphoto Agency                    | Kroatien, nahe Osijek                   |                                  |
| Halit Gungen                   | 9. Feb. 1992          | m          | 2000'e Dogru                                  | Türkei, Diyarbakir                      |                                  |
| Cengiz Altun                   | 24. Feb. 1992         | m          | Yeni Ulke                                     | Türkei, Batman                          |                                  |
| Manuel de Dios Unanue          | 11. März 1992         | m          | El Diario/La Prensa                           | USA, New York City                      |                                  |
| Izzet Kezer                    | 23. März 1992         | m          | Sabah                                         | Türkei, Cizre                           |                                  |
| Kjasif Smajlovic               | 9. Apr. 1992          | m          | Oslobodjenje                                  | Bosnien, Zvornik                        |                                  |
| Kruno Marinovic                | 14. Apr. 1992         | m          | Croatian State Radio                          | Bosnien, Foca                           |                                  |
| Per-Ove Carlsson               | 29. Apr. 1992         | m          | freier Journalist                             | Papua-Neuguinea, Kiunga                 |                                  |
| Murodullo Sheraliev            | 5. Mai 1992           | m          | Sadoi Mardum                                  | Tadschikistan, Duschanbe                |                                  |
| Ismael Jaimes                  | 6. Mai 1992           | m          | La Opinión                                    | Kolumbien, Magdalena Medio              |                                  |
| Shirindzhon Amirdzhonov        | 7. Mai 1992           | m          | Tajikistan Radio                              | Tadschikistan                           |                                  |
| Olim Zarobekov                 | 7. Mai 1992           | m          | Tajikistan Radio                              | Tadschikistan, Duschanbe                |                                  |
| Jordi Pujol                    | 17. Mai 1992          | m          | Avui                                          | Bosnien, Sarajevo                       |                                  |
| M. L. Manchanda                | 18. Mai 1992          | m          | All India Radio                               | Indien, Patiala                         |                                  |
| Tura Kobilov                   | 1. Juni 1992          | m          | Bairaki Dusti                                 | Tadschikistan, Bokhtar                  |                                  |
| Alejandro Pérez                | 5. Juni 1992          | m          | Channel 2-Frequencia Latina TV                | Peru, Lima                              |                                  |
| Farag Fouda                    | 8. Juni 1992          | m          | October                                       | Ägypten                                 |                                  |
| Hafiz Akdemir                  | 8. Juni 1992          | m          | Ozgur Gundem                                  | Türkei, Diyarbakir                      |                                  |
| Chingiz Fuad-ogly Mustafayev   | 15. Juni 1992         | m          | DR-Press                                      | Aserbaidschan, Nagorno-Karabakh         |                                  |
| Ivo Standeker                  | 17. Juni 1992         | m          | Mladina                                       | Bosnien, Sarajevo                       |                                  |
| Pedro Yauri                    | 24. Juni 1992         | m          | Radio Universal                               | Peru, Huacho                            |                                  |
| Salko Hondo                    | 1. Juli 1992          | m          | Oslobodjenje                                  | Bosnien, Sarajevo                       |                                  |
| Danilo Vergara                 | 1. Juli 1992          | m          | Philippine Post                               | Philippinen, Iligan City                |                                  |
| Cetin Abayay                   | 29. Juli 1992         | m          | Ozgur Halk                                    | Türkei, Batman                          |                                  |
| Yahya Orhan                    | 31. Juli 1992         | m          | Ozgur Gundem                                  | Türkei, Gercus                          |                                  |
| Huseyin Deniz                  | 9. Aug. 1992          | m          | Ozgur Gundem                                  | Türkei, Ceylanpinar                     |                                  |
| David Kaplan                   | 13. Aug. 1992         | m          | ABC News                                      | Bosnien, Sarajevo                       |                                  |
| Gabrielle Marian Hulsen        | 18. Aug. 1992         | w          | freie Journalistin                            | Libanon, Ghadir                         |                                  |
| Adolfo Isuiza Urquia           | 23. Aug. 1992         | m          | Radio Tropical                                | Peru, Juanjui                           |                                  |
| Musa Anter                     | 20. Sep. 1992         | m          | Ozgur Gundem                                  | Türkei, Diyarbakir                      |                                  |
| Greg Hapalla                   | 21. Sep. 1992         | m          | DXAS                                          | Philippinen, Zamboanga City             |                                  |
| Fernando Marcelino             | 20. Okt. 1992         | m          | Jango                                         | Angola, Huambo                          |                                  |
| Tihomir Tunukovic              | 1. Nov. 1992          | m          | BBC TV                                        | Bosnien, Travnik                        |                                  |
| Tavakkal Faizulloev            | 17. Nov. 1992         | m          | Subhi Yovon                                   | Tadschikistan, unbekannter Ort          |                                  |
| Namik Taranci                  | 20. Nov. 1992         | m          | Gercek                                        | Türkei, Diyarbakir                      |                                  |
| Virgilio Fernández             | 27. Nov. 1992         | m          | El Universal                                  | Venezuela, La Carlota                   |                                  |
| Jamshed Davliyatmamatov        | 1. Dez. 1992          | m          | Khovar Information Agency                     | Tadschikistan, Duschanbe                |                                  |
| Mukhtor Bugdiev                | 1. Dez. 1992          | m          | Khovar Information Agency                     | Tadschikistan, Duschanbe                |                                  |
| Khushvaht Muborakshoev         | 1. Dez. 1992          | m          | Tajikistan State Television                   | Tadschikistan, unbekannter Ort          |                                  |
| Filolisho Khilvatshoev         | 1. Dez. 1992          | m          | Payomi Dushanbe                               | Tadschikistan, unbekannter Ort          |                                  |
| Youcef Sebti                   | 27. Dez. 1992         | m          | freier Journalist                             | Algerien, El Harrach                    |                                  |
| Saidmurod Yerov                | 1. Jan. 1993          | m          | Farkhang                                      | Tadschikistan, Duschanbe                |                                  |
| Francisco Parada               | 1. Jan. 1993          | m          |                                               | El Salvador, San Salvado                |                                  |
| Karmela Sojanovic              | 10. Jan. 1993         | w          | Oslobodjenje                                  | Bosnien, Sarajevo                       |                                  |
| Romeo Lagaspi                  | 11. Jan. 1993         | m          | Voice of Zambales                             | Philippinen                             |                                  |
| María Veronica Tessari         | 15. Jan. 1993         | w          | Colombian Media                               | Venezuela, Caracas                      |                                  |
| Ugur Mumcu                     | 27. Jan. 1993         | m          | Cumhuriyet                                    | Türkei, Ankara                          |                                  |
| Bhola Nath Masoom              | 31. Jan. 1993         | m          | Hind Samachar                                 | Indien, Rajpura                         |                                  |
| Kemal Kilic                    | 25. Feb. 1993         | m          | Ozgur Gundem                                  | Türkei, Kulunce Village                 |                                  |
| Zukhuruddin Suyari             | 1. März 1993          | m          | Todzhikiston                                  | Tadschikistan, Kurgan-Tiube             |                                  |
| Eustorgio Colmenares           | 12. März 1993         | m          | La Opinión                                    | Kolumbien, Cucuta                       |                                  |
| Dmitry Krikoryants             | 14. Apr. 1993         | m          | Expresskhronika                               | Russland, Grosny                        |                                  |
| Carlos Lajud Catalan           | 19. Apr. 1993         | m          | ABC Radio                                     | Kolumbien, Barranquilla                 |                                  |
| Calvin Thusago                 | 23. Apr. 1993         | m          | South African Broadcasting Corporation (SABC) | Südafrika, nahe Sharpeville             |                                  |
| Carlos Grant                   | 26. Apr. 1993         | m          | El Tiempo                                     | Honduras, El Progreso                   |                                  |
| Jose Manuel                    | 1. Mai 1993           | m          | Benguela Province Radio                       | Angola, Benguel                         |                                  |
| Jose Maria dos Santos          | 1. Mai 1993           | m          | Radio Morena                                  | Angola, Benguel                         |                                  |
| Dinesh Pathak                  | 22. Mai 1993          | m          | Sandesh                                       | Indien, Baroda                          |                                  |
| Pirimkul Sattori               | 28. Mai 1993          | m          | Khatlon                                       | Tadschikistan, Kurgan-Tiube             |                                  |
| Guido Puletti                  | 29. Mai 1993          | m          | freier Journalist                             | Bosnien, Zentral-Bosnien                |                                  |
| Olimjon Yorasonov              | Juni oder Juli 1993   | m          |                                               | Tadschikistan                           |                                  |
| Tahar Djaout                   | 2. Juni 1993          | m          | Ruptures                                      | Algerien, Algier                        |                                  |
| Dominique Lonneux              | 2. Juni 1993          | m          | freier Journalist                             | Bosnien, West-Herzegovina               |                                  |
| Jean-Claude Jumel              | 18. Juni 1993         | m          | TF-1                                          | Somalia, Mogadischu                     |                                  |
| Tasar Omer                     | 27. Juni 1993         | m          | freier Journalist                             | Bosnien, Sarajevo                       |                                  |
| Ibrahim Goskel                 | 10. Juli 1993         | m          | freier Journalist                             | Bosnien, Sarajevo                       |                                  |
| Anthony Macharia               | 12. Juli 1993         | m          | Reuters                                       | Somalia, Mogadischu                     | Ermordet nach Operation Michigan |
| Hansi Krauss                   | 12. Juli 1993         | m          | Associated Press                              | Somalia, Mogadischu                     | Ermordet nach Operation Michigan |
| Dan Eldon                      | 12. Juli 1993         | m          | Reuters                                       | Somalia, Mogadischu                     | Ermordet nach Operation Michigan |
| Hosea Maina                    | 12. Juli 1993         | m          | Reuters                                       | Somalia, Mogadischu                     | Ermordet nach Operation Michigan |
| Ahmed Haidar                   | 26. Juli 1993         | m          | Al-Manar Television                           | Libanon, Beirut                         |                                  |
| Ferhat Tepe                    | 28. Juli 1993         | m          | Ozgur Gundem                                  | Türkei, Bitlis                          |                                  |
| Rabah Zenati                   | 3. Aug. 1993          | m          | Algerian State Television                     | Algerien, Algier                        |                                  |
| Abdelhamid Benmeni             | 9. Aug. 1993          | m          | Algérie-Actualité                             | Algerien, Algier                        |                                  |
| Elpidio Inacio                 | 23. Aug. 1993         | m          | Televisao Popular de Angola                   | Angola, Kuito                           |                                  |
| Saad Bakhtaoui                 | 10. Sep. 1993         | m          | El-Minbar                                     | Algerien, Algier                        |                                  |
| Alexandra Tuttle               | 22. Sep. 1993         | w          | The Wall Street Journal                       | Georgien, Suchumi                       |                                  |
| Andrei Soloviev                | 27. Sep. 1993         | m          | ITAR-TASS                                     | Georgien, Suchumi                       |                                  |
| Abderrahmane Chergou           | 28. Sep. 1993         | m          | freier Journalist                             | Algerien, Algier                        |                                  |
| Manuel Martínez Espinoza       | 28. Sep. 1993         | m          | Radio Super                                   | Kolumbien, Popayan                      |                                  |
| Bienvenido Lemos               | 30. Sep. 1993         | m          | Caracol Radio                                 | Kolumbien, Buenaventura                 |                                  |
| Sergei Krasilnikov             | 3. Okt. 1993          | m          | Ostankino Television Company                  | Russland, Moskau                        |                                  |
| Yvan Scopan                    | 3. Okt. 1993          | m          | TF-1 Television Company                       | Russland, Moskau                        |                                  |
| Vladimir Drobyshev             | 3. Okt. 1993          | m          | Nature und Man                                | Russland, Moskau                        |                                  |
| Igor Belozyorov                | 3. Okt. 1993          | m          | Ostankino State Broadcasting Company          | Russland, Moskau                        |                                  |
| Rory Peck                      | 3. Okt. 1993          | m          | ARD Television Company                        | Russland, Moskau                        |                                  |
| Aleksandr Smirnov              | 4. Okt. 1993          | m          | Molodyozhny Kuryer                            | Russland, Moskau                        |                                  |
| Aleksandr Sidelnikov           | 4. Okt. 1993          | m          | Lennauchfilm Studio                           | Russland, Moskau                        |                                  |
| Djamel Bouhidel                | 5. Okt. 1993          | m          | Nouveau Tell                                  | Algerien, Blida                         |                                  |
| Vitas Lingis                   | 12. Okt. 1993         | m          | Republica                                     | Litauen                                 |                                  |
| Mustafa Abada                  | 14. Okt. 1993         | m          | Algerian State Television                     | Algerien, Algier                        |                                  |
| Smail Yefsah                   | 18. Okt. 1993         | m          | Algerian State Television                     | Algerien, Algier                        |                                  |
| Tabarali Saidaliev             | 21. Okt. 1993         | m          | Ba Pesh                                       | Tadschikistan                           |                                  |
| Dona St. Plite                 | 24. Okt. 1993         | m          | WKAT, Miami                                   | USA, Miami                              |                                  |
| David Bolkvadze                | 28. Okt. 1993         | m          | Worldwide Television News                     | Georgien, Kobi                          |                                  |
| María Carlin Fernández         | 10. Dez. 1993         | w          | Peruvian Radio und Television Network         | Peru, Chimbote                          |                                  |
| Abdul Shariff                  | 9. Jan. 1994          | m          | freier Journalist                             | Südafrika, Katlehong Township           |                                  |
| Alessandro Saša Ota (CPJ)      | 28. Jan. 1994         | m          | RAI-TV                                        | Bosnien, Mostar                         |                                  |
| Marco Luchetta                 | 28. Jan. 1994         | m          | RAI-TV                                        | Bosnien, Mostar                         |                                  |
| Dario D’Angelo (CPJ)           | 28. Jan. 1994         | m          | RAI-TV                                        | Bosnien, Mostar                         |                                  |
| Jessé Medina Parra             | 28. Jan. 1994         | m          | El Fogonazo                                   | Kolumbien, Cucuta                       |                                  |
| Olivier Quemener               | 1. Feb. 1994          | m          | freier Journalist                             | Algerien, Algier                        |                                  |
| Joao Alberto Ferreira Souto    | 19. Feb. 1994         | m          | Jornal do Estado                              | Brasilien, Vitória da Conquista         |                                  |
| Abdelkader Hireche             | 28. Feb. 1994         | m          | Algerian Television (ENTV)                    | Algerien, Algier                        |                                  |
| Hassan Benaouda                | 12. März 1994         | m          | Algerian Television (ENTV)                    | Algerien, Algier                        |                                  |
| Nazim Babaoglu                 | 12. März 1994         | m          | Ozgur Gundem                                  | Türkei, nahe Urfa                       |                                  |
| Yahia Djamel Benzaghou         | 19. März 1994         | m          |                                               | Algerien, Algier                        |                                  |
| Madjid Yacef                   | 20. März 1994         | m          | L’Hebdo Libéré                                | Algerien, Algier                        |                                  |
| Ilaria Alpi                    | 20. März 1994         | m          | RAI-3 Television                              | Somalia, Mogadischu                     |                                  |
| Miran Krovatin                 | 20. März 1994         | m          | RAI-3 Television                              | Somalia, Mogadischu                     |                                  |
| André Kameya                   | Apr.–Juni 1994        | m          | Rwanda Rushya                                 | Ruanda, Ruanda                          |                                  |
| Lissy Schmidt                  | 3. Apr. 1994          | w          | AFP, Frankfurter Rundschau, Der Tagesspiegel  | Irak, Sulaymaniyah                      |                                  |
| Eudés Nshimiryo                | 7. Apr. 1994          | m          | TV Rwanda                                     | Ruanda, Kigali                          |                                  |
| Aloys Nyimbuzi                 | 7. Apr. 1994          | m          | L’Observateur                                 | Ruanda, Kigali                          |                                  |
| Winifrida Mukamana             | 7. Apr. 1994          | w          | Reba Videwo                                   | Ruanda, Remera                          |                                  |
| Tharcisse Rubwiriza            | 8. oder 9. April 1994 | m          | Orinfor                                       | Ruanda, Kigali                          |                                  |
| Gilbert Munana                 | 8. Apr. 1994          | m          | Le Flambeau                                   | Ruanda, Kigali                          |                                  |
| Gratien Karambizi              | 9. Apr. 1994          | m          | Imbaga                                        | Ruanda, Kigali                          |                                  |
| Vincent Rwabukwisi             | 10.–12. April 1994    | m          | Kanguka                                       | Ruanda, Kigali                          |                                  |
| Obed Bazimaziki                | 11. Apr. 1994         | m          | Le Flambeau                                   | Ruanda, Kigali                          |                                  |
| Charles Bideri-Munyangabe      | 11. Apr. 1994         | m          | Le Messager                                   | Ruanda, Kigali                          |                                  |
| Mohamed Meceffeuk              | 13. Apr. 1994         | m          | Détective                                     | Algerien, nahe Chlef                    |                                  |
| Ken Oosterbroek                | 18. Apr. 1994         | m          | The Star                                      | Südafrika, Thokoza                      |                                  |
| Marcellin Kayiranga            | 22. Apr. 1994         | m          | Kanguka                                       | Ruanda, Kigali                          |                                  |
| Charles Karinganire            | 24. Apr. 1994         | m          | Le Flambeau                                   | Ruanda, Kigali                          |                                  |
| Emmanuel-Damien Rukondo        | 24. Apr. 1994         | m          | Rubyiruko-Rubanda                             | Ruanda, Kigali                          |                                  |
| Anastase Seruvumba             | 29. Apr. 1994         | m          | Imbaga                                        | Ruanda                                  |                                  |
| Francis Tomasic                | 1. Mai 1994           | m          | freier Journalist                             | Bosnien, nahe Mostar                    |                                  |
| Brian Brinton                  | 1. Mai 1994           | m          | freier Journalist                             | Bosnien, nahe Mostar                    |                                  |
| Vénant Ntawucikayenda          | 10. Mai 1994          | m          | TV Rwanda                                     | Ruanda, Kigali                          |                                  |
| Khushvakht Haydarsho           | 18. Mai 1994          | m          | Jumhuriyat                                    | Tadschikistan, Duschanbe                |                                  |
| Jorge Martín Dorantes          | 6. Juni 1994          | m          | El Crucero                                    | Mexiko, Morelos                         |                                  |
| Ferhat Cherkit                 | 7. Juni 1994          | m          | El Moudjahid                                  | Algerien, Algier                        |                                  |
| Pierre Kabeya                  | 8. Juni 1994          | m          | Kin-Matin                                     | Demokratische Republik Kongo, Kinshasa  |                                  |
| Tou Chhom Mongkol              | 11. Juni 1994         | m          | Antarakum                                     | Kambodscha, Phnom Penh                  |                                  |
| Yuri Soltis                    | 12. Juni 1994         | m          | Interfax                                      | Russland, Moskau                        |                                  |
| Artur Gilela                   | 16. Juni 1994         | m          | Radio Nacional de Angola                      | Angola, Kuito                           |                                  |
| Yasmina Drici                  | 10. Juli 1994         | w          | Le Soir d’Alégrie                             | Algerien, Algier                        |                                  |
| Mohamed Lamine Legoui          | 21. Juli 1994         | m          | Algerian Press Service                        | Algerien                                |                                  |
| Mirwais Jalil                  | 29. Juli 1994         | m          | BBC World Service                             | Afghanistan, nahe Kabul                 |                                  |
| Ghulam Muhammad Lone           | 29. Aug. 1994         | m          | freier Journalist                             | Indien, Kangan                          |                                  |
| Mohammed Hussein Navab         | 30. Aug. 1994         | m          | Keyhan                                        | Bosnien, Mostar                         |                                  |
| Pierre Anceaux                 | 31. Aug. 1994         | m          | freier Journalist                             | Somalia, Baidoa                         |                                  |
| Nun Chan                       | 6. Sep. 1994          | m          | Samleng Yuvachun Khmer                        | Kambodscha, Phnom Penh                  |                                  |
| Erol Akgun                     | 8. Sep. 1994          | m          | Devrimci Cozum                                | Türkei, Gebze                           |                                  |
| Victor Hugo López Escobar      | 12. Sep. 1994         | m          | Radio Progreso                                | Guatemala, Guatemala-Stadt              |                                  |
| Alexis Bandyatuyaga            | 14. Sep. 1994         | m          | National Radio und Television of Burundi      | Burundi, Kamenge                        |                                  |
| Smail Sbaghdi                  | 25. Sep. 1994         | m          | Algerian Press Service                        | Algerien, Algier                        |                                  |
| Mouloud Barroudi               | 25. Sep. 1994         | m          | National Agency of Filmed News                | Algerien, Algier                        |                                  |
| Lahcene Bensaadallah           | 12. Okt. 1994         | m          | El-Irshad                                     | Algerien, Algier                        |                                  |
| Tayeb Bouterfif                | 16. Okt. 1994         | m          | Algerian Radio                                | Algerien                                |                                  |
| Dmitry Kholodov                | 17. Okt. 1994         | m          | Mosckovski Komsomolets                        | Russland, Moskau                        |                                  |
| Farah Ziane                    | 20. Okt. 1994         | m          | Révolution Africaine                          | Algerien, Blida                         |                                  |
| Mohamed Salah Benachour        | 20. Okt. 1994         | m          | Algerian Press Service                        | Algerien, Boufarik                      |                                  |
| Adolphe Missamba Ndengi Kavula | 12. Nov. 1994         | m          | Nsemo                                         | Demokratische Republik Kongo, Kasangulu |                                  |
| Ahmed Issaad                   | 30. Nov. 1994         | m          | Algerian Television                           | Algerien                                |                                  |
| Nasseredine Lekhal             | 30. Nov. 1994         | m          | El-Massa                                      | Algerien, Boufarik                      |                                  |
| Said Mekbel                    | 4. Dez. 1994          | m          | Le Matin                                      | Algerien, Algier                        |                                  |
| Mohammed Salahuddin            | 4. Dez. 1994          | m          | Takbeer                                       | Pakistan, Karachi                       |                                  |
| Mohammad Samdani Warsi         | 6. Dez. 1994          | m          | Parcham                                       | Pakistan, Karachi                       |                                  |
| Chan Dara                      | 8. Dez. 1994          | m          | Koh Santepheap                                | Kambodscha, Kompong Cham                |                                  |
| Cynthia Elbaum                 | 22. Dez. 1994         | w          | freie Journalistin                            | Russland, Grosny                        |                                  |

### 1995–1999
| Name                           | Datum des Todes | Geschlecht | Medium                              | Land, Ort des Todes                         | Todesumstände |
| ------------------------------ | --------------- | ---------- | ----------------------------------- | ------------------------------------------- | ------------- |
| Vladimir Zhitarenko            | 1. Jan. 1995    | m          | Krasnaya Zvezda                     | Russland, Grosny                            |               |
| Zineddine Aliou Salah          | 6. Jan. 1995    | m          | Liberté                             | Algerien, nahe Blida                        |               |
| Ali Abboud                     | 7. Jan. 1995    | m          | Radio Chaine 1                      | Algerien, Birkhadem                         |               |
| Jochen Piest                   | 10. Jan. 1995   | m          | Stern                               | Russland, Chervlyonna                       |               |
| Abdelhamid Yahiaoui            | 12. Jan. 1995   | m          | El-Chaab                            | Algerien, Baraki                            |               |
| Ricardo de Mello               | 18. Jan. 1995   | m          | Imparcial Fax                       | Angola, Luanda                              |               |
| Nacer Ouari                    | 1. Feb. 1995    | m          | Algerian State Television           | Algerien, Sidi Moussa                       |               |
| Ruperto Armenta Gerardo        | 5. Feb. 1995    | m          | El Regional                         | Mexiko, Guasave                             |               |
| Marcello Palmisano             | 9. Feb. 1995    | m          | RAI                                 | Somalia, Mogadischu                         |               |
| Djamel Ziater                  | 17. Feb. 1995   | m          | El-Djoumhouria                      | Algerien, nahe Oran                         |               |
| Viatcheslav Rudnev             | 17. Feb. 1995   | m          | freier Journalist                   | Russland, Kaluga                            |               |
| Vladislav Listyev              | 1. März 1995    | m          | Russian Public Television (OTR)     | Russland, Moskau                            |               |
| Adil Bunyatov                  | 17. März 1995   | m          | Reuters TV und Turan News Agency    | Aserbaidschan, Baku                         |               |
| Ali Boukerbache                | 21. März 1995   | m          | Media-TV                            | Algerien, nahe Algier                       |               |
| Zaqueu de Oliveira             | 21. März 1995   | m          | Gazeta de Barroso                   | Brasilien, Minas Gerais                     |               |
| Mohamed Abderrahmani           | 27. März 1995   | m          | El-Moudjahid                        | Algerien, Algier                            |               |
| Rachida Hammadi                | 31. März 1995   | w          | Algerian State Television           | Algerien, Algier                            |               |
| Mekhlouf Boukzer               | 4. Apr. 1995    | m          | Algerian State Television           | Algerien, Constantine                       |               |
| Vincent Francis                | 5. Apr. 1995    | m          | Worldwide Television News (WTN)     | Burundi, nahe Bujumbura                     |               |
| Vladimir Ivanov                | 18. Apr. 1995   | m          | The Glory of Sevastopol             | Ukraine, Sevastopol                         |               |
| Marcos Borges Ribeiro          | 1. Mai 1995     | m          | Independente                        | Brasilien, Rio Verde                        |               |
| Aristeu Guida da Silva         | 12. Mai 1995    | m          | A Gazeta de São Fidélis             | Brasilien, São Fidélis                      |               |
| Azzedine Saidj                 | 15. Mai 1995    | m          | El-Ouma                             | Algerien, nahe Algier                       |               |
| Malika Sabour                  | 21. Mai 1995    | w          | Echourouk al-Arabi                  | Algerien, Reghaia                           |               |
| Bakhti Benaouda                | 22. Mai 1995    | m          | El-Djoumhouria                      | Algerien, Oran                              |               |
| Mourad Hmaizi                  | 27. Mai 1995    | m          | Algerian State Television           | Algerien, Baraki                            |               |
| Farkhad Kerimov                | 29. Mai 1995    | m          | Associated Press TV                 | Russland, Tschetschenien                    |               |
| Natalya Alyakina               | 17. Juni 1995   | w          | Focus und RUFA                      | Russland, Budyonnovsk                       |               |
| Ahmed (aka Hakim) Takouchet    | 18. Juni 1995   | m          | Radio Cirta                         | Algerien, Constantine                       |               |
| Juan Carlos Vásquez            | 2. Juli 1995    | m          | Ultima Hora                         | Dominikanische Republik, nahe Santo Domingo |               |
| Brian Smith                    | 1. Aug. 1995    | m          | CJOH-TV                             | Kanada, Ottawa                              |               |
| Naïma Hammouda                 | 2. Aug. 1995    | w          | Révolution Africaine                | Algerien, Saoula                            |               |
| John Schofield                 | 9. Aug. 1995    | m          | BBC                                 | Kroatien, Virginmost                        |               |
| Ivan Darío Pelayo              | 17. Aug. 1995   | m          | Llanorámica                         | Kolumbien, Puerto Rondón                    |               |
| Ameur Ouagueni                 | 20. Aug. 1995   | m          | Le Matin                            | Algerien, Algier                            |               |
| Reinaldo Coutinho da Silva     | 29. Aug. 1995   | m          | Cachoeiras Jornal                   | Brasilien, São Gonçalo                      |               |
| Sayfettin Tepe                 | 29. Aug. 1995   | m          | Yeni Politika                       | Türkei, Batman                              |               |
| Saïd Tazrout                   | 3. Sep. 1995    | m          | Le Matin                            | Algerien, Tizi-Ouzou                        |               |
| Yasmina Brikh                  | 4. Sep. 1995    | w          | Algerian Radio                      | Algerien, Algier                            |               |
| Brahim Guaraoui                | 4. Sep. 1995    | m          | El-Moudjahid                        | Algerien, Algier                            |               |
| Saïd Brahimi                   | 9. Sep. 1995    | m          | Algerian State Television           | Algerien, Cherarda                          |               |
| Mushtaq Ali                    | 10. Sep. 1995   | m          | AFP und Asian News International    | Indien, Srinagar                            |               |
| Omar Ouartilan                 | 3. Okt. 1995    | m          | El-Khabar                           | Algerien, Algier                            |               |
| Saïda Djebaili                 | 17. Okt. 1995   | w          | Al-Hayat al-Arabia                  | Algerien, Algier                            |               |
| Gabriel Cruz Díaz              | 11. Nov. 1995   | m          | El Heraldo                          | Kolumbien, Chinú                            |               |
| Hamid Mahiout                  | 2. Dez. 1995    | m          | Liberté                             | Algerien, Algier                            |               |
| Khadija Dahmani                | 5. Dez. 1995    | w          | Echourouk al-Arabi                  | Algerien, Algier                            |               |
| Ernesto Acero Cadena           | 12. Dez. 1995   | m          | Informador Socioeconómico           | Kolumbien, Armenia                          |               |
| Mohyedin Alempour              | 12. Dez. 1995   | m          | BBC                                 | Tadschikistan, Duschanbe                    |               |
| Shamkhan Kagirov               | 13. Dez. 1995   | m          | Rossiyskaya Gazeta und Vozrozheniye | Russland, nahe Grosny                       |               |
| Vadim Alferyev                 | 27. Dez. 1995   | m          | Segodnyashnyaya Gazeta              | Russland, Krasnoyarsk                       |               |
| Metin Göktepe                  | 8. Jan. 1996    | m          | Evrensel                            | Türkei, Istanbul                            |               |
| Mohamed Mekati                 | 10. Jan. 1996   | m          | El-Moudjahid                        | Algerien, Ain Naadja                        |               |
| Abdallah Bouhachek             | 10. Feb. 1996   | m          | Révolution et Travail               | Algerien, Blida                             |               |
| Allaoua Ait M'barak            | 11. Feb. 1996   | m          | Le Soir d’Algérie                   | Algerien, Algier                            |               |
| Mohamed Dorbane                | 11. Feb. 1996   | m          | Le Soir d’Algérie                   | Algerien, Algier                            |               |
| Djamel Derraz                  | 11. Feb. 1996   | m          | Le Soir d’Algérie                   | Algerien, Algier                            |               |
| Ferdinand Reyes                | 13. Feb. 1996   | m          | Press Freedom                       | Philippinen, Dipolog                        |               |
| Mohammad Quamruzzaman          | 19. Feb. 1996   | m          | Neel Sagar                          | Bangladesch, Nilphamari                     |               |
| Felix Solovyov                 | 26. Feb. 1996   | m          | freier Journalist                   | Russland, Moskau                            |               |
| Viktor Pimenov                 | 11. März 1996   | m          | Vaynakh Television                  | Russland, Grosny                            |               |
| Djilali Arabidou               | 12. März 1996   | m          | Algérie-Actualité                   | Algerien, Ain Naadja                        |               |
| Viktor Nikulin                 | 28. März 1996   | m          | Russian Public TV (ORT)             | Tadschikistan, Duschanbe                    |               |
| Nadezhda Chaikova              | 30. März 1996   | w          | Obshchaya Gazeta                    | Russland, Gehki                             |               |
| Ghulam Rasool Sheikh           | 10. Apr. 1996   | m          | Rehnuma-e-Kashmir und Saffron Times | Indien, Kashmir                             |               |
| Nina Yefimova                  | 9. Mai 1996     | w          | Vozrozhdeniye                       | Russland, Grosny                            |               |
| Igor Hrushetsky                | 10. Mai 1996    | m          | freier Journalist                   | Ukraine, Cherkassy                          |               |
| Viktor Mikhailov               | 12. Mai 1996    | m          | Zabaikalsky Rabochy                 | Russland, Chita                             |               |
| Parag Kumar Das                | 17. Mai 1996    | m          | Asomiya Pratidin                    | Indien, Assam                               |               |
| Thun Bun Ly                    | 18. Mai 1996    | m          | Odom K'tek Khmer                    | Kambodscha, Phnom Penh                      |               |
| Veronica Guerin                | 26. Juni 1996   | w          | Sunday Independent                  | Irland, Dublin                              |               |
| Kutlu Adali                    | 6. Juli 1996    | m          | Yeni Duzen                          | Zypern, Lefkosa                             |               |
| Ramzan Khadzhiev               | 11. Aug. 1996   | m          | Russian Public TV (ORT)             | Russland, Grosny                            |               |
| Mohamed Guessab                | 12. Aug. 1996   | m          | Algerian Radio                      | Algerien, Algier                            |               |
| Fuad Muhammad Syafruddin       | 16. Aug. 1996   | m          | Bernas                              | Indonesien, Yogyakarta                      |               |
| Norvey Díaz                    | 18. Okt. 1996   | m          | Radio Colina                        | Kolumbien, Girardot                         |               |
| Antonio Casemero               | 30. Okt. 1996   | m          | Televisao Popular de Angola         | Angola, Cabinda                             |               |
| Altaf Ahmed Faktoo             | 1. Jan. 1997    | m          | Doordarshan TV                      | Indien, Srinagar                            |               |
| Natan Pereira Gatinho          | 11. Jan. 1997   | m          | Ouro Verde                          | Brasilien, Paragominas                      |               |
| Z.A. Shahid                    | 18. Jan. 1997   | m          | Khabrain                            | Pakistan, Lahore                            |               |
| José Luis Cabezas              | 25. Jan. 1997   | m          | Noticias                            | Argentinien, Pinamar                        | Mord          |
| Ebrahim Zalzadeh               | 22. Feb. 1997   | m          | Mayar                               | Iran, Tehran                                |               |
| Petro Shevchenko               | 13. März 1997   | m          | Kyivskiye Vedomosti                 | Ukraine, Kiew                               |               |
| Saidan Shafi                   | 16. März 1997   | m          | Doordarshan TV                      | Indien, Srinagar                            |               |
| Freddy Elles Ahumada           | 18. März 1997   | m          | freier Journalist                   | Kolumbien, Cartagena                        |               |
| Gerardo Bedoya Borrero         | 20. März 1997   | m          | El País                             | Kolumbien, Cali                             |               |
| Chet Duong Daravuth            | 30. März 1997   | m          | Neak Prayuth                        | Kambodscha, Phnom Penh                      |               |
| Jesús Abel Bueno León          | 22. Mai 1997    | m          | 7 Días                              | Mexiko, Chilpancingo                        |               |
| Danny Hernandez                | 3. Juni 1997    | m          | People’s Journal Tonight            | Philippinen, Manila                         |               |
| Ishmael Jalloh                 | 3. Juni 1997    | m          | freier Journalist                   | Sierra Leone, Allentown                     |               |
| Jorge Luis Marroquín Sagastume | 5. Juni 1997    | m          | Sol Chortí                          | Guatemala, Jocotán                          |               |
| Muhammad Sayuti Bochari        | 11. Juni 1997   | m          | Pos Makasar                         | Indonesien, Sulawesi                        |               |
| Michael Senior                 | 7. Juli 1997    | m          | freier Journalist                   | Kambodscha, Phnom Penh                      |               |
| Benjamín Flores González       | 15. Juli 1997   | m          | La Prensa                           | Mexiko, San Luis Río Colorado               |               |
| Hernández Pérez                | 16. Juli 1997   | m          | Radio Campesina                     | Guatemala, Tiquisate                        |               |
| Naimullah                      | 25. Juli 1997   | m          | Sinar Pagi                          | Indonesien, Pantai Penibungan               |               |
| Víctor Hernández Martínez      | 26. Juli 1997   | m          | Como                                | Mexiko, Mexiko-Stadt                        |               |
| Borys Derevyanko               | 11. Aug. 1997   | m          | Vechernyaya Odessa                  | Ukraine, Odessa                             |               |
| Lorena Saravia                 | 25. Aug. 1997   | w          | Radio RCS                           | El Salvador, San Salvador                   |               |
| Tito Pilco Mori                | 3. Sep. 1997    | m          | Radio Frecuencia Popular            | Peru, Rioja                                 |               |
| Valery Krivosheyev             | 6. Sep. 1997    | m          | Komsomolskaya Pravda                | Russland, Lipetsk                           |               |
| Ou Sareoun                     | 14. Okt. 1997   | m          | Samleng Reas Khmer                  | Kambodscha, Phnom Penh                      |               |
| Alejandro Jaramillo            | 24. Okt. 1997   | m          | El Sur                              | Kolumbien, Pasto                            |               |
| Edgar Lopes de Faria           | 29. Okt. 1997   | m          | FM Capital                          | Brasilien, Campo Grande                     |               |
| Francisco Castro Menco         | 8. Nov. 1997    | m          | Fundación Cultural                  | Kolumbien, Majagual                         |               |
| Luis Ronaldo De León Godoy     | 14. Nov. 1997   | m          | Prensa Libre                        | Guatemala, Guatemala-Stadt                  |               |
| S. Gangadhara Raju             | 19. Nov. 1997   | m          | Eenadu Television (E-TV)            | Indien, Hyderabad                           |               |
| S. Krishna                     | 19. Nov. 1997   | m          | Eenadu Television (E-TV)            | Indien, Hyderabad                           |               |
| G. Raja Sekhar                 | 19. Nov. 1997   | m          | Eenadu Television (E-TV)            | Indien, Hyderabad                           |               |
| Jagadish Babu                  | 19. Nov. 1997   | m          | Eenadu Television (E-TV)            | Indien, Hyderabad                           |               |
| P. Srinivas Rao                | 19. Nov. 1997   | m          | Eenadu Television (E-TV)            | Indien, Hyderabad                           |               |
| Jairo Elías Márquez Gallego    | 20. Nov. 1997   | m          | El Marqués                          | Kolumbien, Armenia                          |               |
| Sayomchai Vijitwittayapong     | 10. Jan. 1998   | m          | Matichon                            | Thailand, Phichit                           |               |
| Manoel Leal de Oliveira        | 14. Jan. 1998   | m          | A Regiao                            | Brasilien, Itabuna                          |               |
| Wilson Ndayambadje             | 28. Jan. 1998   | m          | National Rwanda Radio und TV        | Ruanda, Gisenyi                             |               |
| Abay Hailu                     | 9. Feb. 1998    | m          | Agiere                              | Äthiopien, Addis Ababa                      |               |
| Luis Mario García Rodríguez    | 12. Feb. 1998   | m          | La Tarde                            | Mexiko, Mexiko-Stadt                        |               |
| Oscar García Calderón          | 22. Feb. 1998   | m          | El Espectador                       | Kolumbien, Bogotá                           |               |
| Tunde Oladepo                  | 26. Feb. 1998   | m          | The Guardian                        | Nigeria, Abeokuta                           |               |
| José Carlos Mesquita           | 10. März 1998   | m          | TV Ouro Verde                       | Brasilien, Ouro Preto do Oeste              |               |
| Rey Bancayrin                  | 30. März 1998   | m          | Radio DXLL                          | Philippinen, Zamboanga City                 |               |
| Edward Smith                   | 13. Apr. 1998   | m          | BBC                                 | Sierra Leone, Banbanduhun                   |               |
| Nelson Carvajal Carvajal       | 16. Apr. 1998   | m          | Radio Sur                           | Kolumbien, Pitalito                         |               |
| Bernabé Cortés Valderrama      | 19. Mai 1998    | m          | Noticias CVN                        | Kolumbien, Cali                             |               |
| Georgy Chanya                  | 26. Mai 1998    | m          | Resonants                           | Georgien, Gali                              |               |
| Simao Roberto                  | 5. Juni 1998    | m          | Journal de Angola                   | Angola, Luanda                              |               |
| Larisa Yudina                  | 8. Juni 1998    | w          | Sovietskaya Kalmykia Segodnya       | Russland, Elista                            |               |
| Mahmoud Saremi                 | 8. Aug. 1998    | m          | Iranian News Agency (IRNA)          | Afghanistan, Mazar-i-Sharif                 |               |
| Amparo Leonor Jiménez Pallares | 11. Aug. 1998   | w          | QAP und "En Vivo"                   | Kolumbien, Valledupar                       |               |
| Anatoly Levin-Utkin            | 24. Aug. 1998   | m          | Yurichichesky Peterburg Segodnya    | Russland, St. Petersburg                    |               |
| Fabien Fortuné Bitoumbo        | 29. Aug. 1998   | m          | Radio Liberté                       | Republik Kongo, Mindouli                    |               |
| Saiful Alam Mukul              | 30. Aug. 1998   | m          | Daily Runner                        | Bangladesch, Jessore                        |               |
| Okezie Amaruben                | 2. Sep. 1998    | m          | Newsservice                         | Nigeria, Enugu                              |               |
| Tara Singh Hayer               | 18. Nov. 1998   | m          | Indo-Canadian Times                 | Kanada, Vancouver                           |               |
| Norbert Zongo                  | 13. Dez. 1998   | m          | L’indepéndent                       | Burkina Faso, Ouagadougou                   |               |
| Philip True                    | 15. Dez. 1998   | m          | San Antonio Express-News            | Mexiko, Jalisco                             |               |
| Munir Turay                    | 1. Jan. 1999    | m          | freier Journalist                   | Sierra Leone, Freetown                      |               |
| James Ogogo                    | 8. Jan. 1999    | m          | Concord Times                       | Sierra Leone, Freetown                      |               |
| Jenner "J.C." Cole             | 9. Jan. 1999    | m          | SKY-FM                              | Sierra Leone, Freetown                      |               |
| Paul Mansaray                  | 9. Jan. 1999    | m          | Standard Times                      | Sierra Leone, Freetown                      |               |
| Mabay Kamara                   | 9. Jan. 1999    | m          | freier Journalist                   | Sierra Leone, Freetown                      |               |
| Mohammed Kamara                | 9. Jan. 1999    | m          | SKY-FM                              | Sierra Leone, Freetown                      |               |
| Myles Tierney                  | 10. Jan. 1999   | m          | Associated Press Television News    | Sierra Leone, Freetown                      |               |
| Alpha Amadu Bah                | 17. Jan. 1999   | m          | Independent Observer                | Sierra Leone, Freetown                      |               |
| Abdulai Jumah Jalloh           | 3. Feb. 1999    | m          | African Champion                    | Sierra Leone, Freetown                      |               |
| Ilan Roeh                      | 28. Feb. 1999   | m          | Israel Radio                        | Libanon, Sd-Libanon                         |               |
| Slavko Curuvija                | 11. Apr. 1999   | m          | Dnevni Telegraf, Evropljanin        | Jugoslawien, Belgrad                        |               |
| Hernando Rangel Moreno         | 11. Apr. 1999   | m          | freier Journalist                   | Kolumbien, El Banco                         |               |
| Fidelis Ikwuebe                | 18. Apr. 1999   | m          | freier Journalist                   | Nigeria, Anambra                            |               |
| Conrad Roy                     | 30. Apr. 1999   | m          | Expo Times                          | Sierra Leone, Freetown                      |               |
| Shao Yunhuan                   | 8. Mai 1999     | m          | Xinhua News Agency                  | Jugoslawien, Belgrad                        |               |
| Xu Xinghu                      | 8. Mai 1999     | m          | The Guangming Daily                 | Jugoslawien, Belgrad                        |               |
| Zhu Ying                       | 8. Mai 1999     | m          | The Guangming Daily                 | Jugoslawien, Belgrad                        |               |
| Ricardo Gangeme                | 13. Mai 1999    | m          | El Informador Chubutense            | Argentinien, Trelew                         |               |
| Sam Nimfa-Jan                  | 27. Mai 1999    | m          | Details                             | Nigeria, Kafanchan                          |               |
| Gabriel Grüner                 | 13. Juni 1999   | m          | Stern                               | Jugoslawien, Kosovo                         |               |
| Volker Kraemer                 | 13. Juni 1999   | m          | Stern                               | Jugoslawien, Kosovo                         |               |
| Jaime Garzón                   | 13. Aug. 1999   | m          | Radionet, Caracol Noticias          | Kolumbien, Bogotá                           |               |
| Guzmán Quintero Torres         | 16. Sep. 1999   | m          | El Pilón                            | Kolumbien, Valledupar                       |               |
| Sander Thoenes                 | 21. Sep. 1999   | m          | freier Journalist                   | Osttimor, Dili                              |               |
| Agus Muliawan                  | 25. Sep. 1999   | m          | Asia Press International            | Osttimor, Baucau                            |               |
| U Hla Han                      | 27. Sep. 1999   | m          | Kyemon                              | Burma, Rangoon                              |               |
| U Tha Win                      | 2. Okt. 1999    | m          | Kyemon                              | Burma, Rangoon                              |               |
| Rodolfo Julio Torres           | 21. Okt. 1999   | m          | Emisora Fuentes                     | Kolumbien, San Onofre                       |               |
| Ahmet Taner Kislali            | 21. Okt. 1999   | m          | Cumhuriyet                          | Türkei, Ankara                              |               |
| Supian Ependiyev               | 27. Okt. 1999   | m          | Groznensky Rabochy                  | Russland, Grosny                            |               |
| Shamil Gigayev                 | 29. Okt. 1999   | m          | Nokh Cho TV                         | Russland, Shaami Yurt                       |               |
| Ramzan Mezhidov                | 29. Okt. 1999   | m          | TV Tsentr                           | Russland, Shaami Yurt                       |               |
| Samson Boyi                    | 5. Nov. 1999    | m          | The Scope                           | Nigeria, Adamawa State                      |               |
| Pablo Emilio Medina Motta      | 4. Dez. 1999    | m          | TV Garzón                           | Kolumbien, Gigante                          |               |
| Anura Priyantha                | 18. Dez. 1999   | m          | Independent Television Network      | Sri Lanka, Colombo                          |               |
| Indika Pathinivasan            | 18. Dez. 1999   | m          | Maharaja Television Network         | Sri Lanka, Colombo                          |               |

### 2000–2004
| Name                               | Datum des Todes | Geschlecht | Medium                                   | Land, Ort des Todes                                     | Todesumstände |
| ---------------------------------- | --------------- | ---------- | ---------------------------------------- | ------------------------------------------------------- | ------------- |
| Mir Illias Hossain                 | 15. Jan. 2000   | m          | Dainik Bir Darpan                        | Bangladesch, Jhenaidah                                  |               |
| Ahmed Kafi Awale                   | 26. Jan. 2000   | m          | Radio of the Somali People               | Somalia, Mogadischu                                     |               |
| Vladimir Yatsina                   | 20. Feb. 2000   | m          | ITAR-TASS                                | Russland, Tschetschenien                                |               |
| Julio César Da Rosa                | 24. Feb. 2000   | m          | Radio del Centro                         | Uruguay, Baltasar Brum                                  |               |
| Zezinho Cazuza                     | 13. März 2000   | m          | Rádio Xingó FM                           | Brasilien, Canindé de Sáo Francisco                     |               |
| Jean Léopold Dominique             | 3. Apr. 2000    | m          | Radio Haïti Inter                        | Haiti, Port-au-Prince                                   |               |
| Roberto Martínez                   | 27. Apr. 2000   | m          | Prensa Libre                             | Guatemala, Guatemala-Stadt                              |               |
| Sufi Mohammad Khan                 | 2. Mai 2000     | m          | Ummat                                    | Pakistan, Badin                                         |               |
| José Luis López de la Calle        | 7. Mai 2000     | m          | El Mundo                                 | Spanien, Andoain                                        |               |
| Saoman Conteh                      | 8. Mai 2000     | m          | New Tablet                               | Sierra Leone, Freetown                                  |               |
| Aleksandr Yefremov                 | 12. Mai 2000    | m          | Nashe Vremya                             | Russland, Tschetschenien                                |               |
| Vincent Rodriguez                  | 23. Mai 2000    | m          | DZMM Radio                               | Philippinen, Sasmuan                                    |               |
| Kurt Schork                        | 24. Mai 2000    | m          | Reuters                                  | Sierra Leone, Rogberi Junction                          |               |
| Miguel Gil Moreno de Mora          | 24. Mai 2000    | m          | The Associated Press                     | Sierra Leone, Rogberi Junction                          |               |
| Shamsur Rahman                     | 16. Juli 2000   | m          | Janakantha                               | Bangladesch, Jessore                                    |               |
| Igor Domnikov                      | 16. Juli 2000   | m          | Novaya Gazeta                            | Russland, Moskau                                        |               |
| Pradeep Bhatia                     | 10. Aug. 2000   | m          | The Hindustan Times                      | Indien, Srinagar                                        |               |
| Georgy Gongadze                    | 16. Sep. 2000   | m          | Ukrainska Pravda                         | Ukraine, Kiew                                           |               |
| Mylvaganam Nimalarajan             | 19. Okt. 2000   | m          | BBC, Virakesari, Ravaya                  | Sri Lanka, Jaffna                                       |               |
| Juan Camilo Restrepo Guerra        | 31. Okt. 2000   | m          | Radio Galaxia Estéreo                    | Kolumbien, Sevilla                                      |               |
| Gustavo Rafael Ruiz Cantillo       | 15. Nov. 2000   | m          | Radio Galeón                             | Kolumbien, Pivijay                                      |               |
| Olimpio Jalapit Jr.                | 17. Nov. 2000   | m          | DXPR Radio                               | Philippinen, Pagadian City                              |               |
| Carlos Cardoso                     | 22. Nov. 2000   | m          | Metical                                  | Mosambik, Maputo                                        |               |
| Alfredo Abad López                 | 13. Dez. 2000   | m          | La Voz de la Selva                       | Kolumbien, Florencia                                    |               |
| Roland Ureta                       | 3. Jan. 2001    | m          | Radio DYKR                               | Philippinen, Aklan Province                             |               |
| Salvador Medina Velázquez          | 5. Jan. 2001    | m          | FM Ñemity                                | Paraguay, Capiibary                                     |               |
| Feng Zhaoxia                       | 15. Jan. 2001   | m          | Gejie Daobao                             | China, Xi'an                                            |               |
| José Luis Ortega Mata              | 19. Feb. 2001   | m          | Semanario de Ojinaga                     | Mexiko, Ojinaga                                         |               |
| Kerem Lawton                       | 29. März 2001   | m          | Associated Press Television News         | Jugoslawien, Kosovo, Krivenik                           |               |
| Withayut Sangsopit                 | 10. Apr. 2001   | m          | freier Journalist                        | Thailand, Surat Thani                                   |               |
| Nahar Ali                          | 21. Apr. 2001   | m          | Anirban                                  | Bangladesch, Khulna                                     |               |
| Flavio Bedoya                      | 27. Apr. 2001   | m          | Voz                                      | Kolumbien, Tumaco                                       |               |
| Kaset Puengpak                     | 2. Mai 2001     | m          | Thai Rath                                | Thailand, Viset Chaichan                                |               |
| Candelario Cayona                  | 30. Mai 2001    | m          | Radio DXLL                               | Philippinen, Zamboanga City                             |               |
| Milan Pantic                       | 11. Juni 2001   | m          | Vecernje Novosti                         | Jugoslawien, Serbien, Jagodina                          |               |
| Fadila Nejma                       | 14. Juni 2001   | m          | Echourouk                                | Algerien, Algier                                        |               |
| Adel Zerrouk                       | 14. Juni 2001   | m          | Al-Rai                                   | Algerien, Algier                                        |               |
| José Duviel Vásquez Arias          | 6. Juli 2001    | m          | La Voz de la Selva                       | Kolumbien, Florencia                                    |               |
| Parmenio Medina Pérez              | 7. Juli 2001    | m          | La Patada                                | Costa Rica, San José                                    |               |
| Igor Aleksandrov                   | 7. Juli 2001    | m          | Tor                                      | Ukraine, Slavyansk                                      |               |
| Jorge Enrique Urbano Sánchez       | 8. Juli 2001    | m          | Mar Estéreo                              | Kolumbien, Buenaventura                                 |               |
| Georgy Sanaya                      | 26. Juli 2001   | m          | Rustavi-2                                | Georgien, Tbilisi                                       |               |
| Juan Carlos Encinas                | 29. Juli 2001   | m          | freier Journalist                        | Bolivien, Catavi                                        |               |
| Moolchand Yadav                    | 30. Juli 2001   | m          | freier Journalist                        | Indien, Jhansi                                          |               |
| Muhammad al-Bishawi                | 31. Juli 2001   | m          | Najah Press Office, IslamOnline          | Israel und besetzte palästinensische Gebiete, Nablus    |               |
| Jorge Mynor Alegría Armendáriz     | 5. Sep. 2001    | m          | Radio Amatique                           | Guatemala, Puerto Barrios                               |               |
| Marc Brunereau                     | 5. Sep. 2001    | m          | freier Journalist                        | Uzbekistan, Afghanistan, Taloqan/Tashkent               |               |
| William Biggart                    | 11. Sep. 2001   | m          | freier Journalist                        | USA, New York City                                      |               |
| Eduard Markevich                   | 18. Sep. 2001   | m          | Novy Reft                                | Russland, Sverdlovsk Region, Reftinsky                  |               |
| Martin O’Hagan                     | 28. Sep. 2001   | m          | Sunday World                             | Nordirland, Lurgan                                      |               |
| Robert Stevens                     | 5. Okt. 2001    | m          | The Sun                                  | USA, Boca Raton                                         |               |
| Javed Naseer Rind                  | 1. Nov. 2001    | m          | Daily Tawar                              | Pakistan, Khuzdar                                       |               |
| Johanne Sutton                     | 11. Nov. 2001   | w          | Radio France Internationale              | Afghanistan, Takhar Province                            |               |
| Pierre Billaud                     | 11. Nov. 2001   | m          | Radio Télévision Luxembourg              | Afghanistan, Takhar Province                            |               |
| Volker Handloik                    | 11. Nov. 2001   | m          | freier Journalist                        | Afghanistan, Takhar Province                            |               |
| Maria Grazia Cutuli                | 19. Nov. 2001   | w          | Corriere della Serra                     | Afghanistan, Nangarhar Province                         |               |
| Harry Burton                       | 19. Nov. 2001   | m          | Reuters Television                       | Afghanistan, Nangarhar Province                         |               |
| Azizullah Haidari                  | 19. Nov. 2001   | m          | Reuters                                  | Afghanistan, Nangarhar Province                         |               |
| Julio Fuentes                      | 19. Nov. 2001   | m          | El Mundo                                 | Afghanistan, Nangarhar Province                         |               |
| Ulf Strömberg                      | 26. Nov. 2001   | m          | TV4                                      | Afghanistan, Taloqan                                    |               |
| Gundars Matiss                     | 28. Nov. 2001   | m          | Kurzeme Vards                            | Lettland, Liepāja                                       |               |
| Brignol Lindor                     | 3. Dez. 2001    | m          | Radio Echo 2000                          | Haiti, Petit-Goâve                                      |               |
| Daniel Pearl                       | 24. Juni 2002   | m          | The Wall Street Journal                  | Pakistan, Karachi                                       |               |
| Jimmy Higenyi                      | 12. Jan. 2002   | m          | United Media Consultants und Trainers    | Uganda, Kampala                                         |               |
| Orlando Sierra Hernández           | 1. Feb. 2002    | m          | La Patria                                | Kolumbien, Manizales                                    |               |
| Harunur Rashid                     | 2. März 2002    | m          | Dainik Purbanchal                        | Bangladesch, Khulna                                     |               |
| Natalya Skryl                      | 9. März 2002    | w          | Nashe Vremya                             | Russland, Rostov-on-Don                                 |               |
| Raffaele Ciriello                  | 13. März 2002   | m          | freier Journalist                        | Israel und besetzte palästinensische Gebiete, Ramallah  |               |
| Jorge Ibraín Tortoza Cruz          | 11. Apr. 2002   | m          |                                          | Venezuela, Caracas                                      |               |
| Héctor Sandoval                    | 12. Apr. 2002   | m          | RCN Televisión                           | Kolumbien, außerhalb von Cali                           |               |
| Valery Ivanov                      | 29. Apr. 2002   | m          | Tolyatinskoye Obozreniye                 | Russland, Togliatti                                     |               |
| Edgar Damalerio                    | 13. Mai 2002    | m          | Zamboanga Scribe und DXKP Radio          | Philippinen, Pagadian City                              |               |
| Nava Raj Sharma                    | 1. Juni 2002    | m          | Kadam                                    | Nepal, Kalikot                                          |               |
| Tim Lopes                          | 3. Juni 2002    | m          | TV Globo                                 | Brasilien, Rio de Janeiro                               |               |
| Efraín Varela Noriega              | 28. Juni 2002   | m          | Radio Meridiano-70                       | Kolumbien, Arauca                                       |               |
| Shukur Hossain                     | 5. Juli 2002    | m          | Anirban                                  | Bangladesch, Ula                                        |               |
| Imad Abu Zahra                     | 12. Juli 2002   | m          | freier Journalist                        | Israel und besetzte palästinensische Gebiete, Jenin     |               |
| Sonny Alcantara                    | 22. Aug. 2002   | m          | Quo Vadis San Pablo und Kokus            | Philippinen, San Pablo                                  |               |
| Issam Tillawi                      | 22. Sep. 2002   | m          | Voice of Palestine                       | Israel und besetzte palästinensische Gebiete, Ramallah  |               |
| Roddy Scott                        | 26. Sep. 2002   | m          | Frontline                                | Russland, Galashki Region                               |               |
| Domingos Sávio Brandão Lima Júnior | 30. Sep. 2002   | m          | Folha do Estado                          | Brasilien, Cuiabá                                       |               |
| Shahid Soomro                      | 20. Okt. 2002   | m          | Kawish                                   | Pakistan, Kandhkot                                      |               |
| Ram Chander Chaterpatti            | 21. Nov. 2002   | m          | Poora Sach                               | Indien, Sirsa                                           |               |
| Fazal Wahab                        | 21. Jan. 2003   | m          | freier Journalist                        | Pakistan, Mingora                                       |               |
| Abdullahi Madkeer                  | 24. Jan. 2003   | m          | DMC Radio                                | Somalia, Baidoa                                         |               |
| Dhan Bahadur Rokka Magar           | 30. Jan. 2003   | m          | Radio Nepal                              | Nepal, Jaluki                                           |               |
| Parvaz Mohammed Sultan             | 31. Jan. 2003   | m          | News und Feature Alliance                | Indien, Srinagar                                        |               |
| Luis Eduardo Alfonso Parada        | 18. März 2003   | m          | Radio Meridiano-70                       | Kolumbien, Arauca                                       |               |
| Paul Moran                         | 22. März 2003   | m          | freier Journalist                        | Irak, Gerdigo                                           |               |
| Terry Lloyd                        | 22. März 2003   | m          | ITV News                                 | Irak, nahe Al-Zubayr                                    |               |
| Kaveh Golestan                     | 2. Apr. 2003    | m          | freier Journalist                        | Irak, Kifri                                             |               |
| Michael Kelly                      | 3. Apr. 2003    | m          | Atlantic Monthly und The Washington Post | Irak, nahe Bagdad                                       |               |
| José Emeterio Rivas                | 6. Apr. 2003    | m          | Radio Calor Estéreo                      | Kolumbien, Barrancabermeja                              |               |
| Christian Liebig                   | 7. Apr. 2003    | m          | Focus                                    | Irak, nahe Bagdad                                       |               |
| Julio Anguita Parrado              | 7. Apr. 2003    | m          | El Mundo                                 | Irak, nahe Bagdad                                       |               |
| Taras Protsyuk                     | 8. Apr. 2003    | m          | Reuters                                  | Irak, Bagdad                                            |               |
| José Couso                         | 8. Apr. 2003    | m          | Telecinco                                | Irak, Bagdad                                            |               |
| Tareq Ayyoub                       | 8. Apr. 2003    | m          | Al-Jazeera                               | Irak, Bagdad                                            |               |
| Nazih Darwazeh                     | 19. Apr. 2003   | m          | APTN                                     | Israel und besetzte palästinensische Gebiete, Nablus    |               |
| Guillermo Bravo Vega               | 28. Apr. 2003   | m          | Alpevisión Radio                         | Kolumbien, Neiva                                        |               |
| Jaime Rengifo Revero               | 29. Apr. 2003   | m          | Olímpica Radio                           | Kolumbien, Maicao                                       |               |
| James Miller                       | 2. Mai 2003     | m          | freier Journalist                        | Israel und besetzte palästinensische Gebiete, Rafah     |               |
| Apolinario "Polly" Pobeda          | 17. Mai 2003    | m          | DWTI Radio                               | Philippinen, Quezon, Lucena City                        |               |
| Nicanor Linhares Batista           | 30. Juni 2003   | m          | Rádio Vale do Jaguaribe                  | Brasilien, Limoeiro do Norte                            |               |
| Yuri Shchekochikhin                | 3. Juli 2003    | m          | Novaya Gazeta                            | Russland, Moskau                                        |               |
| Richard Wild                       | 5. Juli 2003    | m          | freier Journalist                        | Irak, Bagdad                                            |               |
| Jeremy Little                      | 6. Juli 2003    | m          | NBC News                                 | Irak, Fallujah                                          |               |
| Bonifacio Gregorio                 | 8. Juli 2003    | m          | Dyaryo Banat                             | Philippinen, Tarlac, La Paz                             |               |
| Zahra Kazemi                       | 10. Juli 2003   | w          | freie Journalistin                       | Iran, Tehran                                            |               |
| Luiz Antônio da Costa              | 23. Juli 2003   | m          | Época                                    | Brasilien, São Bernardo do Campo                        |               |
| Héctor Ramírez                     | 24. Juli 2003   | m          | Noti7 und Radio Sonora                   | Guatemala, Guatemala-Stadt                              |               |
| Mazen Dana                         | 17. Aug. 2003   | m          | Reuters                                  | Irak, nahe Bagdad                                       |               |
| Noel Villarante                    | 19. Aug. 2003   | m          | DZJV Radio und Laguna Score              | Philippinen, Laguna Province, Santa Cruz                |               |
| Rico Ramirez                       | 20. Aug. 2003   | m          | DXSF Radio                               | Philippinen, Agusan del Sur                             |               |
| Juan Carlos Benavides Arévalo      | 22. Aug. 2003   | m          | Manantial Estéreo                        | Kolumbien, Puerto Caicedo                               |               |
| Ahmad Kareem                       | 25. Aug. 2003   | m          | Kurdistan TV                             | Irak, Mosul                                             |               |
| Satoru Someya                      | 6. Sep. 2003    | m          | freier Journalist                        | Japan, Tokyo                                            |               |
| Juan "Jun" Pala                    | 6. Sep. 2003    | m          | DXGO Radio                               | Philippinen, Davao City                                 |               |
| Gyanendra Khadka                   | 7. Sep. 2003    | m          | Rastriya Samachar Samiti                 | Nepal, Sindhupalchowk, Jyamire                          |               |
| Aleksei Sidorov                    | 9. Okt. 2003    | m          | Tolyatinskoye Obozreniye                 | Russland, Togliatti                                     |               |
| Chou Chetharith                    | 18. Okt. 2003   | m          | Ta Prum                                  | Kambodscha, Phnom Penh                                  |               |
| Jean Hélène                        | 21. Okt. 2003   | m          | Radio France Internationale              | Elfenbeinküste, Abidjan                                 |               |
| Ahmed Shawkat                      | 28. Okt. 2003   | m          | Bilah Ittijah                            | Irak, Mosul                                             |               |
| Dmitry Zavadsky                    | 28. Nov. 2003   | m          | ORT                                      | Belarus, Minsk                                          |               |
| Ersa Siregar                       | 29. Dez. 2003   | m          | Rajawali Citra Televisi                  | Indonesien, Aceh                                        |               |
| Manik Saha                         | 15. Jan. 2004   | m          | New Age                                  | Bangladesch, Khulna                                     |               |
| Duraid Isa Mohammed                | 27. Jan. 2004   | m          | CNN                                      | Irak, Vorort von Bagdad                                 |               |
| Sajid Tanoli                       | 29. Jan. 2004   | m          | Shumal                                   | Pakistan, Mansehra                                      |               |
| Abdel Sattar Abdel Karim           | 1. Feb. 2004    | m          | Al Ta'akhy                               | Irak, Arbil                                             |               |
| Semko Karim Mohyideen              | 1. Feb. 2004    | m          | freier Journalist                        | Irak, Arbil                                             |               |
| Gharib Mohamed Salih               | 1. Feb. 2004    | m          | Kurdistan TV                             | Irak, Arbil                                             |               |
| Ayoub Mohamed                      | 1. Feb. 2004    | m          | Kurdistan TV                             | Irak, Arbil                                             |               |
| Haymin Mohamed Salih               | 1. Feb. 2004    | m          | Qulan TV                                 | Irak, Arbil                                             |               |
| Safir Nader                        | 1. Feb. 2004    | m          | Qulan TV                                 | Irak, Arbil                                             |               |
| Martín La Rotta                    | 7. Feb. 2004    | m          | La Palma Estéreo                         | Kolumbien, San Alberto                                  |               |
| Carlos José Guadamuz               | 10. Feb. 2004   | m          | Canal 23                                 | Nicaragua, Managua                                      |               |
| Rowell Endrinal                    | 11. Feb. 2004   | m          | DZRC                                     | Philippinen, Legazpi City                               |               |
| Antonio de la Torre Echeandía      | 14. Feb. 2004   | m          | Radio Órbita                             | Peru, Yungay                                            |               |
| Veeraboina Yadagiri                | 21. Feb. 2004   | m          | Andhra Prabha                            | Indien, Medak                                           |               |
| Ricardo Ortega                     | 7. März 2004    | m          | Antena 3                                 | Haiti, Port-au-Prince                                   |               |
| Ali Abdel Aziz                     | 18. März 2004   | m          | Al-Arabiya                               | Irak, Bagdad                                            |               |
| Nadia Nasrat                       | 18. März 2004   | w          | Iraq Media Network/Diyala TV             | Irak, Baqouba                                           |               |
| Ali al-Khatib                      | 19. März 2004   | m          | Al-Arabiya                               | Irak, Bagdad                                            |               |
| Mohamed Abu Halima                 | 22. März 2004   | m          | Al-Najah                                 | Israel und besetzte palästinensische Gebiete, West Bank |               |
| Burhan Mohamed Mazhour             | 26. März 2004   | m          | ABC                                      | Irak, Fallujah                                          |               |
| Asaad Kadhim                       | 19. Apr. 2004   | m          | Al-Iraqiya TV                            | Irak, nahe Samara                                       |               |
| Samuel Romã                        | 20. Apr. 2004   | m          | Radio Conquista FM                       | Brasilien, Coronel Sapucaia                             |               |
| Asiya Jeelani                      | 20. Apr. 2004   | w          | freie Journalistin                       | Indien, Kashmir                                         |               |
| José Carlos Araújo                 | 24. Apr. 2004   | m          | Rádio Timbaúba FM                        | Brasilien, Timbaúba                                     |               |
| Waldemar Milewicz                  | 7. Mai 2004     | m          | TVP                                      | Irak, Mahmoudiya                                        |               |
| Mounir Bouamrane                   | 7. Mai 2004     | m          | TVP                                      | Irak, Mahmoudiya                                        |               |
| Adlan Khasanov                     | 9. Mai 2004     | m          | Reuters                                  | Russland, Grosny                                        |               |
| Rashid Hamid Wali                  | 21. Mai 2004    | m          | Al-Jazeera                               | Irak, Karbala                                           |               |
| Shinsuke Hashida                   | 27. Mai 2004    | m          | freier Journalist                        | Irak, nahe Mahmoudiya                                   |               |
| Kotaro Ogawa                       | 27. Mai 2004    | m          | freier Journalist                        | Irak, nahe Mahmoudiya                                   |               |
| Dusko Jovanovic                    | 28. Mai 2004    | m          | Dan                                      | Serbien, Podgorica                                      |               |
| Aiyathurai Nadesan                 | 31. Mai 2004    | m          | Virakesari                               | Sri Lanka, Batticaloa                                   |               |
| Simon Cumbers                      | 6. Juni 2004    | m          | BBC                                      | Saudi-Arabien, Al-Suwadi                                |               |
| Elpidio Binoya                     | 17. Juni 2004   | m          | Radyo Natin                              | Philippinen, General Santos                             |               |
| Francisco Javier Ortiz Franco      | 22. Juni 2004   | m          | Zeta                                     | Mexiko, Tijuana                                         |               |
| Humayun Kabir                      | 27. Juni 2004   | m          | Janmabhumi                               | Khulna                                                  |               |
| Paul Klebnikov                     | 9. Juli 2004    | m          | Forbes Russia                            | Russland, Moskau                                        |               |
| Rogelio "Roger" Mariano            | 31. Juli 2004   | m          | Radyo Natin-Aksyon Radyo                 | Philippinen, Laoag City                                 |               |
| Arnnel Manalo                      | 5. Aug. 2004    | m          | Bulgar und DZRH Radio                    | Philippinen, Bauan                                      |               |
| Dekendra Raj Thapa                 | 11. Aug. 2004   | m          | Radio Nepal                              | Nepal, Dailekh                                          |               |
| Mahmoud Hamid Abbas                | 15. Aug. 2004   | m          | ZDF                                      | Irak, Fallujah                                          |               |
| Bala Nadarajah Iyer                | 16. Aug. 2004   | m          | Thinamurasu und Thinakaran               | Sri Lanka, Colombo                                      |               |
| Kamal Hossain                      | 22. Aug. 2004   | m          | Ajker Kagoj                              | Bangladesch, Manikcchari                                |               |
| Enzo Baldoni                       | 26. Aug. 2004   | m          | freier Journalist                        | Irak, nahe Najaf                                        |               |
| Francisco Arratia Saldierna        | 31. Aug. 2004   | m          | Kolumnist                                | Mexiko, Matamoros                                       |               |
| Mazen al-Tumeizi                   | 12. Sep. 2004   | m          | Al-Arabiya                               | Irak, Bagdad                                            |               |
| Juan Emilio Andújar Matos          | 14. Sep. 2004   | m          | Radio Azua und Listín Diario             | Dominikanische Republik, Azua                           |               |
| Romeo (oder Romy) Binungcal        | 29. Sep. 2004   | m          | Remate und Bulgar                        | Philippinen, Bataan Province                            |               |
| Dina Mohammed Hassan               | 14. Okt. 2004   | m          | Al-Hurriya                               | Irak, Bagdad                                            |               |
| Karam Hussein                      | 14. Okt. 2004   | m          | European Pressphoto Agency               | Irak, Mosul                                             |               |
| Eldy Sablas (aka Eldy Gabinales)   | 19. Okt. 2004   | m          | Radio DXJR-FM                            | Philippinen, Tandag                                     |               |
| Wadallah Sarhan                    | 1. Nov. 2004    | m          | Akhbar al-Mosul                          | Irak, Mosul                                             |               |
| Dhia Najim                         | 1. Nov. 2004    | m          | freier Journalist                        | Irak, Ramadi                                            |               |
| Antoine Massé                      | 7. Nov. 2004    | m          | Le Courrier d’Abidjan                    | Elfenbeinküste, Duékoué                                 |               |
| María José Bravo                   | 9. Nov. 2004    | w          | La Prensa                                | Nicaragua, Juigalpa                                     |               |
| Gene Boyd Lumawag                  | 12. Nov. 2004   | m          | MindaNews                                | Philippinen, Jolo                                       |               |
| Herson Hinolan                     | 13. Nov. 2004   | m          | Bombo Radyo                              | Philippinen, Kalibo                                     |               |
| Gregorio Rodríguez Hernández       | 28. Nov. 2004   | m          | El Debate                                | Mexiko, Escuinapa                                       |               |
| Lanka Jayasundara                  | 11. Dez. 2004   | m          | Wijeya Publications                      | Sri Lanka, Colombo                                      |               |
| Deyda Hydara                       | 16. Dez. 2004   | m          | The Point                                | Gambia, Banjul                                          |               |

### 2005–2009
| Name                                | Datum des Todes       | Geschlecht | Medium                                             | Land, Ort des Todes                                        | Todesumstände                           |
| ----------------------------------- | --------------------- | ---------- | -------------------------------------------------- | ---------------------------------------------------------- | --------------------------------------- |
| Julio Hernando Palacios Sánchez     | 11. Jan. 2005         | m          | Radio Lemas                                        | Kolumbien, Cúcuta                                          |                                         |
| Allah Noor                          | 7. Feb. 2005          | m          | Khyber TV                                          | Pakistan, Wana                                             |                                         |
| Amir Nowab                          | 7. Feb. 2005          | m          | Associated Press Television News und Frontier Post | Pakistan, Wana                                             |                                         |
| Kate Peyton                         | 9. Feb. 2005          | w          | BBC                                                | Somalia, Mogadischu                                        |                                         |
| Sheikh Belaluddin                   | 11. Feb. 2005         | m          | Sangram                                            | Bangladesch, Khulna                                        |                                         |
| Raeda Wazzan                        | 25. Feb. 2005         | w          | Al-Iraqiya                                         | Irak, Mosul                                                |                                         |
| Elmar Huseynov                      | 2. März 2005          | m          | Monitor                                            | Aserbaidschan, Baku                                        |                                         |
| Hussam Sarsam                       | 14. März 2005         | m          | Kurdistan TV                                       | Irak, Mosul                                                |                                         |
| Marlene Garcia-Esperat              | 24. März 2005         | w          | Midland News und DXKR                              | Philippinen, Tacurong                                      |                                         |
| Ahmed Jabbar Hashim                 | 1. Apr. 2005          | m          | Al-Sabah                                           | Irak, Bagdad                                               |                                         |
| Robenson Laraque                    | 4. Apr. 2005          | m          | Tele Contact                                       | Haiti, Petit-Goâve                                         |                                         |
| Fadhil Hazem Fadhil                 | 14. Apr. 2005         | m          | Al-Hurriya                                         | Irak, Bagdad                                               |                                         |
| Ali Ibrahim Issa                    | 14. Apr. 2005         | m          | Al-Hurriya                                         | Irak, Bagdad                                               |                                         |
| Ahmed al-Rubai'i                    | Mitte April 2005      | m          | Al-Sabah                                           | Irak, Bagdad                                               |                                         |
| Saman Abdullah Izzedine             | 15. Apr. 2005         | m          | Kirkuk TV                                          | Irak, Kirkuk                                               |                                         |
| Dolores Guadalupe García Escamilla  | 16. Apr. 2005         | w          | Stereo 91                                          | Mexiko, Nuevo Laredo                                       |                                         |
| Julio Augusto García Romero         | 19. Apr. 2005         | m          | La Bocina und Punto de Vista                       | Ecuador, Quito                                             |                                         |
| Saleh Ibrahim                       | 23. Apr. 2005         | m          | Associated Press Television News                   | Irak, Mosul                                                |                                         |
| Dharmeratnam Sivaram                | 29. Apr. 2005         | m          | TamilNet und Daily Mirror                          | Sri Lanka, Colombo                                         |                                         |
| Klein Cantoneros                    | 4. Mai 2005           | m          | DXAA-FM                                            | Philippinen, Dipolog City                                  |                                         |
| Philip Agustin                      | 10. Mai 2005          | m          | Starline Times Recorder                            | Philippinen, Paltic                                        |                                         |
| Ahmed Adam                          | 15. Mai 2005          | m          | Al-Mada                                            | Irak, Latifiyah                                            |                                         |
| Najem Abed Khudair                  | 15. Mai 2005          | m          | Al-Mada                                            | Irak, Latifiyah                                            |                                         |
| Shaima Rezayee                      | 18. Mai 2005          | w          | Tolo TV                                            | Afghanistan                                                |                                         |
| Pavel Makeev                        | 21. Mai 2005          | m          | Puls                                               | Russland, Asow                                             |                                         |
| Jerges Mahmood Mohamad Suleiman     | 31. Mai 2005          | m          | Nineveh TV                                         | Irak, Mosul                                                |                                         |
| Samir Qassir                        | 2. Juni 2005          | m          | Al-Nahar                                           | Libanon, Beirut                                            |                                         |
| Daif al-Gahzal al-Shuhaibi          | 2. Juni 2005          | m          | freier Journalist                                  | Libyen, außerhalb von Benghazi                             |                                         |
| Duniya Muhyadin Nur                 | 5. Juni 2005          | w          | Capital Voice                                      | Somalia, Afgoye                                            |                                         |
| Maha Ibrahim                        | 25. Juni 2005         | w          | Baghdad TV                                         | Irak, Bagdad                                               |                                         |
| Bardhyl Ajeti                       | 25. Juni 2005         | m          | Bota Sot                                           | Serbien, außerhalb von Pristina                            |                                         |
| Ahmed Wael Bakri                    | 28. Juni 2005         | m          | Al-Sharqiyah                                       | Irak, Bagdad                                               |                                         |
| Magomedzagid Varisov                | 28. Juni 2005         | m          | Novoye Delo                                        | Russland, Makhachkala                                      |                                         |
| Khaled al-Attar                     | 1. Juli 2005          | m          | Al-Iraqiya                                         | Irak, Mosul                                                |                                         |
| Rolando Morales                     | 3. Juli 2005          | m          | DXMD                                               | Philippinen, Polomolok                                     |                                         |
| Adnan al-Bayati                     | 23. Juli 2005         | m          | TG3                                                | Irak, Bagdad                                               |                                         |
| Harry Yansaneh                      | 28. Juli 2005         | m          | For Di People                                      | Sierra Leone, Freetown                                     |                                         |
| Steven Vincent                      | 3. Aug. 2005          | m          | freier Journalist                                  | Irak, Basra                                                |                                         |
| Relangi Selvarajah                  | 12. Aug. 2005         | w          | Sri Lanka Rupavahini Corp.                         | Sri Lanka, Colombo                                         |                                         |
| Rafed Mahmoud Said al-Anbagy        | 27. Aug. 2005         | m          | Diyala TV und Radio                                | Irak, Baaquba                                              |                                         |
| Waleed Khaled                       | 28. Aug. 2005         | m          | Reuters                                            | Irak, Bagdad                                               |                                         |
| Hind Ismail                         | 17. Sep. 2005         | w          | As-Saffir                                          | Irak, Mosul                                                |                                         |
| Fakher Haider                       | 19. Sep. 2005         | m          | The New York Times                                 | Irak, Basra                                                |                                         |
| Firas Maadidi                       | 20. Sep. 2005         | m          | As-Saffir und Al-Masar                             | Irak, Mosul                                                |                                         |
| Maheshwar Pahari                    | 4. Okt. 2005          | m          | Rastriya Swabhiman                                 | Nepal, Pokhara                                             |                                         |
| Mohammed Haroon                     | 19. Okt. 2005         | m          | Al-Kadiya                                          | Irak, Bagdad                                               |                                         |
| Ahmed Hussein Al-Maliki             | 7. Nov. 2005          | m          | Talafar al-Yawm                                    | Irak, Mosul                                                |                                         |
| Gautam Das                          | 17. Nov. 2005         | m          | Samakal                                            | Bangladesch, Faridpur                                      |                                         |
| Gebran Tueni                        | 12. Dez. 2005         | m          | Al-Nahar                                           | Libanon, Beirut                                            |                                         |
| Prahlad Goala                       | 6. Jan. 2006          | m          | Asomiya Khabar                                     | Indien, Golaghat                                           |                                         |
| Vagif Kochetkov                     | 8. Jan. 2006          | m          | Trud und Tulsky Molodoi Kommunar                   | Russland, Tula                                             |                                         |
| Subramaniyam Sugitharajah           | 24. Jan. 2006         | m          | Sudar Oli                                          | Sri Lanka, Trincomalee                                     |                                         |
| Mahmoud Za'al                       | 25. Jan. 2006         | m          | Baghdad TV                                         | Irak, Ramadi                                               |                                         |
| Wu Xianghu                          | 2. Feb. 2006          | m          | Taizhou Wanbao                                     | China, Taizhou                                             |                                         |
| Atwar Bahjat                        | 23. Feb. 2006         | w          | Al-Arabiya                                         | Irak, Samarra                                              |                                         |
| Adnan Khairallah                    | 23. Feb. 2006         | m          | Wasan Productions und Al-Arabiya                   | Irak, Samarra                                              |                                         |
| Khaled Mahmoud al-Falahi            | 23. Feb. 2006         | m          | Wasan Productions und Al-Arabiya                   | Irak, Samarra                                              |                                         |
| Munsuf Abdallah al-Khaldi           | 7. März 2006          | m          | Baghdad TV                                         | Irak, Bagdad                                               |                                         |
| Amjad Hameed                        | 11. März 2006         | m          | Al-Iraqiya                                         | Irak, Bagdad                                               |                                         |
| Muhsin Khudhair                     | 13. März 2006         | m          | Alef Ba                                            | Irak, Bagdad                                               |                                         |
| Gustavo Rojas Gabalo                | 20. März 2006         | m          | Radio Panzenú                                      | Kolumbien, Montería                                        |                                         |
| Kamal Manahi Anbar                  | 26. März 2006         | m          | freier Journalist                                  | Irak, Bagdad                                               |                                         |
| So'oud Muzahim al-Shoumari          | 4. Apr. 2006          | m          | Al-Baghdadia                                       | Irak, Bagdad                                               |                                         |
| Jorge Aguirre                       | 5. Apr. 2006          | m          | Cadena Capriles (El Mundo)                         | Venezuela, Caracas                                         |                                         |
| Herliyanto                          | 29. Apr. 2006         | m          | Radar Surabaya und Jimber News Visioner            | Indonesien, Probolinggo                                    |                                         |
| Laith al-Dulaimi                    | 8. Mai 2006           | m          | Al-Nahrain                                         | Irak, südlich von Bagdad                                   |                                         |
| Fernando Batul                      | 22. Mai 2006          | m          | DZRH und DYPR                                      | Philippinen, Puerto Princesa                               |                                         |
| Paul Douglas                        | 29. Mai 2006          | m          | CBS                                                | Irak, Bagdad                                               |                                         |
| James Brolan                        | 29. Mai 2006          | m          | CBS                                                | Irak, Bagdad                                               |                                         |
| Munir Ahmed Sangi                   | 29. Mai 2006          | m          | Kawish Television Network (KTN)                    | Pakistan, Larkana                                          |                                         |
| Ali Jaafar                          | 31. Mai 2006          | m          | Al-Iraqiya                                         | Irak, Bagdad                                               |                                         |
| Ibrahim Seneid                      | 13. Juni 2006         | m          | Al-Bashara                                         | Irak, Fallujah                                             |                                         |
| Hayatullah Khan                     | 16. Juni 2006         | m          | freier Journalist                                  | Pakistan, Miran Shah                                       |                                         |
| George Vigo                         | 19. Juni 2006         | m          | Union of Catholic Asian News                       | Philippinen, Mindanao                                      |                                         |
| Maricel Vigo                        | 19. Juni 2006         | w          | DXND                                               | Philippinen, Mindanao                                      |                                         |
| Martin Adler                        | 23. Juni 2006         | m          | freier Journalist                                  | Somalia, Mogadischu                                        |                                         |
| Armando Pace                        | 18. Juli 2006         | m          | DXDS                                               | Philippinen, Digos City                                    |                                         |
| Abdul Qodus                         | 22. Juli 2006         | m          | Aryana TV                                          | Afghanistan, Kandahar                                      |                                         |
| Layal Najib                         | 23. Juli 2006         | w          | freie Journalistin                                 | Libanon, Sadiqeen                                          |                                         |
| Adel Naji al-Mansouri               | 29. Juli 2006         | m          | Al-Alam                                            | Irak, Bagdad                                               |                                         |
| Riyad Muhammad Ali                  | 30. Juli 2006         | m          | Talafar al-Yawm                                    | Irak, Mosul                                                |                                         |
| Mohammad Abbas Mohammad             | 7. Aug. 2006          | m          | Al-Bayinnah al-Jadida                              | Irak, Bagdad                                               |                                         |
| Ismail Amin Ali                     | 7. Aug. 2006          | m          | freier Journalist                                  | Irak, Bagdad                                               |                                         |
| Atilano Segundo Pérez Barrios       | 22. Aug. 2006         | m          | Radio Vigía de Todelar                             | Kolumbien, Cartagena                                       |                                         |
| Ogulsapar Muradova                  | 1. Sep. 2006          | w          | Radio Free Europe/Radio Liberty                    | Turkmenistan, Ashgabat                                     |                                         |
| Mohammed Taha Mohammed Ahmed        | 6. Sep. 2006          | m          | Al-Wifaq                                           | Sudan, Khartoum                                            |                                         |
| Abdel Karim al-Rubai                | 9. Sep. 2006          | m          | Al-Sabah                                           | Irak, Bagdad                                               |                                         |
| Safa Isma'il Enad                   | 13. Sep. 2006         | m          | freier Journalist                                  | Irak, Bagdad                                               |                                         |
| Ahmed Riyadh al-Karbouli            | 18. Sep. 2006         | m          | Baghdad TV                                         | Irak, Ramadi                                               |                                         |
| Karen Fischer                       | 7. Okt. 2006          | w          | freie Journalistin                                 | Afghanistan, Baghlan                                       |                                         |
| Christian Struwe                    | 7. Okt. 2006          | m          | freier Journalist                                  | Afghanistan, Baghlan                                       |                                         |
| Anna Politkovskaya                  | 7. Okt. 2006          | w          | Novaya Gazeta                                      | Russland, Moskau                                           |                                         |
| Hussein Ali                         | 12. Okt. 2006         | m          | Al-Shaabiya                                        | Irak, Bagdad                                               |                                         |
| Ahmad Sha'ban                       | 12. Okt. 2006         | m          | Al-Shaabiya                                        | Irak, Bagdad                                               |                                         |
| Thaker al-Shouwili                  | 12. Okt. 2006         | m          | Al-Shaabiya                                        | Irak, Bagdad                                               |                                         |
| Noufel al-Shimari                   | 12. Okt. 2006         | m          | Al-Shaabiya                                        | Irak, Bagdad                                               |                                         |
| Abdul-Rahim Nasrallah al-Shimari    | 12. Okt. 2006         | m          | Al-Shaabiya                                        | Irak, Bagdad                                               |                                         |
| Saed Mahdi Shlash                   | 26. Okt. 2006         | m          | Rayat al-Arab                                      | Irak, Bagdad                                               |                                         |
| Bradley Will                        | 27. Okt. 2006         | m          | freier Journalist                                  | Mexiko, Santa Lucía del Camino                             |                                         |
| Naqshin Hamma Rashid                | 29. Okt. 2006         | w          | Atyaf                                              | Irak, Bagdad                                               |                                         |
| Muhammad al-Ban                     | 13. Nov. 2006         | m          | Al-Sharqiya                                        | Irak, Mosul                                                |                                         |
| Luma al-Karkhi                      | 15. Nov. 2006         | w          | Al-Dustour                                         | Irak, Baqubah                                              |                                         |
| Roberto Marcos García               | 21. Nov. 2006         | m          | Testimonio und Alarma                              | Mexiko, Mandinga y Matoza                                  |                                         |
| Maksim Maksimov                     | 30. Nov. 2006         | m          | Gorod                                              | Russland, St. Petersburg                                   |                                         |
| Nabil Ibrahim al-Dulaimi            | 4. Dez. 2006          | m          | Radio Dijla                                        | Irak, Bagdad                                               |                                         |
| Aswan Ahmed Lutfallah               | 12. Dez. 2006         | m          | APTN                                               | Irak, Mosul                                                |                                         |
| Ahmed Hadi Naji                     | 5. Jan. 2007          | m          | Associated Press Television News                   | Irak, Bagdad                                               |                                         |
| Falah Khalaf al-Diyali              | 15. Jan. 2007         | m          | Al-Sa'a                                            | Irak, Ramadi                                               |                                         |
| Jean-Rémy Badio                     | 19. Jan. 2007         | m          | freier Journalist                                  | Haiti, Port-au-Prince                                      |                                         |
| Hrant Dink                          | 19. Jan. 2007         | m          | türkisch-armenische Wochenzeitung Agos             | Türkei, Istanbul                                           | vor dem Verlagshaus der Agos erschossen |
| Rodolfo Rincón Taracena             | 20. Jan. 2007         | m          | Tabasco Hoy                                        | Mexiko, Villahermosa                                       |                                         |
| Hussein al-Zubaidi                  | 28. Jan. 2007         | m          | Al-Ahali                                           | Irak, Bagdad                                               |                                         |
| Fesshaye Yohannes                   | 1. Feb. 2007          | m          | Setit                                              | Eritrea, unbekannter Ort                                   |                                         |
| Abdulrazak Hashim Ayal al-Khakani   | 5. Feb. 2007          | m          | Jumhuriyat al-Iraq                                 | Irak, Bagdad                                               |                                         |
| Jamal al-Zubaidi                    | 24. Feb. 2007         | m          | As-Saffir und Al-Dustour                           | Irak, Bagdad                                               |                                         |
| Ivan Safronov                       | 2. März 2007          | m          | Kommersant                                         | Russland, Moskau                                           |                                         |
| Mohan Hussein al-Dhahir             | 4. März 2007          | m          | Al-Mashreq                                         | Irak, Bagdad                                               |                                         |
| Yussef Sabri                        | 7. März 2007          | m          | Biladi                                             | Irak, Bagdad                                               |                                         |
| Hamid al-Duleimi                    | 17. März 2007         | m          | Nahrain                                            | Irak, Bagdad                                               |                                         |
| Miguel Pérez Julca                  | 17. März 2007         | m          | Radio Éxitos                                       | Peru, Jaén                                                 |                                         |
| Khamail Khalaf                      | 5. Apr. 2007          | w          | Radio Free Iraq                                    | Irak, Bagdad                                               |                                         |
| Thaer Ahmad Jaber                   | 5. Apr. 2007          | m          | Baghdad TV                                         | Irak, Bagdad                                               |                                         |
| Othman al-Mashhadani                | 6. Apr. 2007          | m          | Al-Watan                                           | Irak, Bagdad                                               |                                         |
| Amado Ramírez Dillanes              | 6. Apr. 2007          | m          | Televisa und Radiorama                             | Mexiko, Acapulco                                           |                                         |
| Ajmal Naqshbandi                    | 8. Apr. 2007          | m          | freier Journalist                                  | Afghanistan, Helmand province                              |                                         |
| Khaled Fayyad Obaid al-Hamdani      | 12. Apr. 2007         | m          | Nahrain                                            | Irak, Abu Ghraib                                           |                                         |
| Subash Chandraboas                  | 16. Apr. 2007         | m          | Nilam                                              | Sri Lanka, nahe Vavuniya                                   |                                         |
| Mehboob Khan                        | 28. Apr. 2007         | m          | freier Journalist                                  | Pakistan, Charsadda                                        |                                         |
| Selvarajah Rajeewarnam              | 29. Apr. 2007         | m          | Uthayan                                            | Sri Lanka, Jaffna                                          |                                         |
| Luiz Carlos Barbon Filho            | 5. Mai 2007           | m          | Jornal do Porto, JC Regional und Rádio Porto FM    | Brasilien, Porto Ferreira                                  |                                         |
| Mohammed Abdullahi Khalif           | 5. Mai 2007           | m          | Voice of Peace                                     | Somalia, Galkayo                                           |                                         |
| Dmitry Chebotayev                   | 6. Mai 2007           | m          | freier Journalist                                  | Irak, Diyala                                               |                                         |
| Raad Mutashar                       | 9. Mai 2007           | m          | Al-Raad                                            | Irak, nahe Kirkuk                                          |                                         |
| Suleiman Abdul-Rahim al-Ashi        | 13. Mai 2007          | m          | Palestine                                          | Israel und besetzte palästinensische Gebiete, Gaza City    |                                         |
| Ahmed Hassan Mahad                  | 16. Mai 2007          | m          | Radio Jowhar                                       | Somalia, Jowhar                                            |                                         |
| Abshir Ali Gabre                    | 16. Mai 2007          | m          | Radio Jowhar                                       | Somalia, Jowhar                                            |                                         |
| Saif Laith Yousuf                   | 17. Mai 2007          | m          | ABC News                                           | Irak, Bagdad                                               |                                         |
| Alaa Uldeen Aziz                    | 17. Mai 2007          | m          | ABC News                                           | Irak, Bagdad                                               |                                         |
| Nazar Abdulwahid al-Radhi           | 30. Mai 2007          | m          | Aswat al-Iraq und Radio Free Iraq                  | Irak, Al-Amarah                                            |                                         |
| Edward Chikomba                     | 31. Mai 2007          | m          | Zimbabwe Broadcasting Corporation (former)         | Zimbabwe, Darwendale                                       |                                         |
| Paulos Kidane                       | 1. Juni 2007          | m          | Eri-TV und Dimtsi Hafash                           | Eritrea, Nordwest-Eritrea                                  |                                         |
| Noor Hakim Khan                     | 2. Juni 2007          | m          | Daily Pakistan                                     | Pakistan, Bajaur                                           |                                         |
| Zakia Zaki                          | 4. Juni 2007          | w          | Sada-i-Sulh                                        | Afghanistan, Parwan province                               |                                         |
| Mohammad Hilal Karji                | 6. Juni 2007          | m          | Baghdad TV                                         | Irak, Yusufiya                                             |                                         |
| Sahar Hussein Ali al-Haydari        | 7. Juni 2007          | w          | National Iraqi News Agency und Aswat al-Iraq       | Irak, Mosul                                                |                                         |
| Aref Ali Filaih                     | 11. Juni 2007         | m          | Aswat al-Iraq                                      | Irak, Al-Khalis                                            |                                         |
| Serge Maheshe                       | 13. Juni 2007         | m          | Radio Okapi                                        | Demokratische Republik Kongo, Bukavu                       |                                         |
| Filaih Wuday Mijthab                | 17. Juni 2007         | m          | Al-Sabah                                           | Irak, Bagdad                                               |                                         |
| Hamid Abed Sarhan                   | 26. Juni 2007         | m          | freier Journalist                                  | Irak, Bagdad                                               |                                         |
| Sarmad Hamdi Shaker                 | 27. Juni 2007         | m          | Baghdad TV                                         | Irak, Bagdad                                               |                                         |
| Javed Khan                          | 3. Juli 2007          | m          | Markaz und DM Digital TV                           | Pakistan, Islamabad                                        |                                         |
| Namir Noor-Eldeen                   | 12. Juli 2007         | m          | Reuters                                            | Irak, Bagdad                                               |                                         |
| Khalid W. Hassan                    | 13. Juli 2007         | m          | The New York Times                                 | Irak, Bagdad                                               |                                         |
| Majeed Mohammed                     | 16. Juli 2007         | m          | Kirkuk al-Yawm und Hawal                           | Irak, Kirkuk                                               |                                         |
| Mustafa Gaimayani                   | 16. Juli 2007         | m          | Kirkuk al-Yawm und Hawal                           | Irak, Kirkuk                                               |                                         |
| Adnan al-Safi                       | 27. Juli 2007         | m          | Al-Anwar                                           | Irak, Bagdad                                               |                                         |
| Chauncey Bailey                     | 2. Aug. 2007          | m          | Oakland Post                                       | USA, Oakland                                               |                                         |
| Mahad Ahmed Elmi                    | 11. Aug. 2007         | m          | Capital Voice                                      | Somalia, Mogadischu                                        |                                         |
| Ali Sharmarke                       | 11. Aug. 2007         | m          | HornAfrik                                          | Somalia, Mogadischu                                        |                                         |
| Tito Alberto Palma                  | 22. Aug. 2007         | m          | Radio Mayor Otaño und Radio Chaco Boreal           | Paraguay, Mayor Otaño                                      |                                         |
| Abdulkadir Mahad Moallim Kaskey     | 24. Aug. 2007         | m          | Radio Banadir                                      | Somalia, Bardera                                           |                                         |
| Amer Malallah al-Rashidi            | 3. Sep. 2007          | m          | Al-Mosuliya                                        | Irak, Mosul                                                |                                         |
| Muhannad Ghanem Ahmad al-Obaidi     | 20. Sep. 2007         | m          | Dar al-Salam                                       | Irak, Mosul                                                |                                         |
| Kenji Nagai                         | 27. Sep. 2007         | m          | APF News                                           | Burma, Rangoon                                             |                                         |
| Birendra Shah                       | 4. Okt. 2007          | m          | Nepal FM, Dristi Weekly und Avenues TV             | Nepal, Bara District                                       |                                         |
| Salih Saif Aldin                    | 14. Okt. 2007         | m          | The Washington Post                                | Irak, Bagdad                                               |                                         |
| Carlos Salgado                      | 18. Okt. 2007         | m          | Radio Cadena Voces                                 | Honduras, Tegucigalpa                                      |                                         |
| Muhammad Arif                       | 19. Okt. 2007         | m          | ARY One World TV                                   | Pakistan, Karachi                                          |                                         |
| Bashiir Noor Gedi                   | 19. Okt. 2007         | m          | Radio Shabelle                                     | Somalia, Mogadischu                                        |                                         |
| Alisher Saipov                      | 24. Okt. 2007         | m          | Siyosat                                            | Kirgisistan, Osh                                           |                                         |
| Shehab Mohammad al-Hiti             | 28. Okt. 2007         | m          | Baghdad al-Youm                                    | Irak, Bagdad                                               |                                         |
| Zubair Ahmed Mujahid                | 23. Nov. 2007         | m          | Jang                                               | Pakistan, Mirpur Khas                                      |                                         |
| Suresh Linbiyo                      | 27. Nov. 2007         | m          | Voice of Tigers                                    | Sri Lanka, Kilinochchi                                     |                                         |
| T. Tharmalingam                     | 27. Nov. 2007         | m          | Voice of Tigers                                    | Sri Lanka, Kilinochchi                                     |                                         |
| Isaivizhi Chempiyan                 | 27. Nov. 2007         | w          | Voice of Tigers                                    | Sri Lanka, Kilinochchi                                     |                                         |
| Carsten Thomassen                   | 15. Jan. 2008         | m          | Dagbladet                                          | Afghanistan, Kabul                                         |                                         |
| Hassan Kafi Hared                   | 28. Jan. 2008         | m          | Somali National News Agency                        | Somalia, Kismayo                                           |                                         |
| Alaa Abdul-Karim al-Fartoosi        | 29. Jan. 2008         | m          | Al-Forat                                           | Irak, Balad                                                |                                         |
| Chishti Mujahid                     | 9. Feb. 2008          | m          | Akbar-e-Jehan                                      | Pakistan, Quetta                                           |                                         |
| Shihab al-Tamimi                    | 27. Feb. 2008         | m          | Iraqi Journalists Syndicate                        | Irak, Bagdad                                               |                                         |
| Siraj Uddin                         | 29. Feb. 2008         | m          | The Nation                                         | Pakistan, Mingora                                          |                                         |
| Carlos Quispe Quispe                | 29. März 2008         | m          | Radio Municipal                                    | Bolivien, Pucarani                                         |                                         |
| Mohammed Muslimuddin                | 1. Apr. 2008          | m          | Asomiya Pratidin                                   | Indien, Barpukhuri                                         |                                         |
| Fadel Shana                         | 16. Apr. 2008         | m          | Reuters                                            | Israel und besetzte palästinensische Gebiete, Gazastreifen |                                         |
| Jassim al-Batat                     | 25. Apr. 2008         | m          | Al-Nakhil TV und Radio                             | Irak, Al-Qurna                                             |                                         |
| Sarwa Abdul-Wahab                   | 4. Mai 2008           | w          | freie Journalistin                                 | Irak, Mosul                                                |                                         |
| Ashok Sodhi                         | 11. Mai 2008          | m          | Daily Excelsior                                    | Indien, Samba                                              |                                         |
| Wissam Ali Ouda                     | 21. Mai 2008          | m          | Al-Afaq                                            | Irak, Bagdad                                               |                                         |
| Haidar al-Hussein                   | 22. Mai 2008          | m          | Al-Sharq                                           | Irak, Buhrez                                               |                                         |
| Mohammed Ibrahim                    | 22. Mai 2008          | m          | Express TV und Daily Express                       | Pakistan, Khar                                             |                                         |
| Paranirupasingham Devakumar         | 28. Mai 2008          | m          | News 1st                                           | Sri Lanka, Jaffna                                          |                                         |
| Abdul Samad Rohani                  | 7. oder 8. Juni 2008  | m          | BBC und Pajhwok Afghan News                        | Afghanistan, Lashkar Gah                                   |                                         |
| Nasteh Dahir Farah                  | 7. Juni 2008          | m          | freier Journalist                                  | Somalia, Kismayo                                           |                                         |
| Mohieldin Al Naqeeb                 | 17. Juni 2008         | m          | Al-Iraqiya                                         | Irak, nördlich von Mosul                                   |                                         |
| Khem Sambo                          | 11. Juli 2008         | m          | Moneaseka Khmer                                    | Kambodscha, Phnom Penh                                     |                                         |
| Soran Mama Hama                     | 21. Juli 2008         | m          | Livin                                              | Irak, Kirkuk                                               |                                         |
| Athiwat Chaiyanurat                 | 1. Aug. 2008          | m          | Matichon, Channel 7                                | Thailand, Chaiyamontri                                     |                                         |
| Martin Roxas                        | 7. Aug. 2008          | m          | DYVR                                               | Philippinen, Roxas City                                    |                                         |
| Dennis Cuesta                       | 9. Aug. 2008          | m          | DXMD                                               | Philippinen, General Santos City                           |                                         |
| Alexander Klimchuk                  | 10. Aug. 2008         | m          | Caucasus Images                                    | Georgien, Tskhinvali                                       |                                         |
| Grigol Chikhladze                   | 10. Aug. 2008         | m          | Caucasus Images                                    | Georgien, Tskhinvali                                       |                                         |
| Stan Storimans                      | 12. Aug. 2008         | m          | RTL Nieuws                                         | Georgien, Gori                                             |                                         |
| Javed Ahmed Mir                     | 13. Aug. 2008         | m          | Channel 9                                          | Indien, Srinagar                                           |                                         |
| Chalee Boonsawat                    | 21. Aug. 2008         | m          | Thai Rath                                          | Thailand, Sungai Kolok                                     |                                         |
| Abdul Aziz Shaheen                  | 29. Aug. 2008         | m          | Azadi                                              | Pakistan, Swat                                             |                                         |
| Magomed Yevloyev                    | 31. Aug. 2008         | m          | Ingushetiya                                        | Russland, Nazran                                           |                                         |
| Telman (Abdulla) Alishayev          | 2. Sep. 2008          | m          | TV-Chirkei                                         | Russland, Makhachkala                                      |                                         |
| Musab Mahmood al-Ezawi              | 13. Sep. 2008         | m          | Al-Sharqiya                                        | Irak, Mosul                                                |                                         |
| Ahmed Salim                         | 13. Sep. 2008         | m          | Al-Sharqiya                                        | Irak, Mosul                                                |                                         |
| Ihab Mu'd                           | 13. Sep. 2008         | m          | Al-Sharqiya                                        | Irak, Mosul                                                |                                         |
| Alejandro Zenón Fonseca Estrada     | 24. Sep. 2008         | m          | EXA FM                                             | Mexiko, Villahermosa                                       |                                         |
| Jaruek Rangcharoen                  | 27. Sep. 2008         | m          | Matichon                                           | Thailand, Don Chedi district                               |                                         |
| Rashmi Mohamed                      | 6. Okt. 2008          | m          | Sirasa TV                                          | Sri Lanka, Anuradhapura                                    |                                         |
| Ivo Pukanic                         | 23. Okt. 2008         | m          | Nacional                                           | Kroatien, Zagreb                                           |                                         |
| Abdul Razzak Johra                  | 3. Nov. 2008          | m          | Royal TV                                           | Pakistan, Punjab                                           |                                         |
| Armando Rodríguez Carreón           | 13. Nov. 2008         | m          | El Diario de Ciudad Juárez                         | Mexiko, Ciudad Juárez                                      |                                         |
| Vikas Ranjan                        | 25. Nov. 2008         | m          | Hindustan                                          | Indien, Rosera                                             |                                         |
| Francis Nyaruri                     | 1. Jan. 2009          | m          | Weekly Citizen                                     | Kenya, Nyanza Province                                     |                                         |
| Hassan Mayow Hassan                 | 1. Jan. 2009          | m          | Radio Shabelle                                     | Somalia, Afgoye                                            |                                         |
| Tahir Awan                          | 4. Jan. 2009          | m          | freier Journalist                                  | Pakistan, Dera Ismail Khan                                 |                                         |
| Mohammad Imran                      | 4. Jan. 2009          | m          | Express TV                                         | Pakistan, Dera Ismail Khan                                 |                                         |
| Basil Ibrahim Faraj                 | 7. Jan. 2009          | m          | Palestinian Media und Communication Company        | Israel und besetzte palästinensische Gebiete, Gaza         |                                         |
| Lasantha Wickramatunga              | 8. Jan. 2009          | m          | The Sunday Leader                                  | Sri Lanka, außerhalb von Colombo                           |                                         |
| Uma Singh                           | 11. Jan. 2009         | w          | Janakpur Today, Radio Today                        | Nepal, Janakpur                                            |                                         |
| Orel Sambrano                       | 16. Jan. 2009         | m          | ABC de la Semana und Radio América                 | Venezuela, Valencia                                        |                                         |
| Anastasiya Baburova                 | 19. Jan. 2009         | w          | Novaya Gazeta                                      | Russland, Moskau                                           |                                         |
| Said Tahlil Ahmed                   | 2. Feb. 2009          | m          | HornAfrik                                          | Somalia, Mogadischu                                        |                                         |
| Ando Ratovonirina                   | 7. Feb. 2009          | m          | Radio Télévision Analamanga                        | Madagaskar, Antananarivo                                   |                                         |
| Anak Agung Prabangsa                | 11. Feb. 2009         | m          | Radar Bali                                         | Indonesien, Bali                                           |                                         |
| Puniyamoorthy Sathiyamoorthy        | 12. Feb. 2009         | m          | freier Journalist                                  | Sri Lanka, Mullaitheevu district                           |                                         |
| Musa Khankhel                       | 18. Feb. 2009         | m          | Geo TV und The News                                | Pakistan, Swat                                             |                                         |
| Ernie Rollin                        | 23. Feb. 2009         | m          | DXSY Radio                                         | Philippinen, Oroquieta City                                |                                         |
| Suhaib Adnan                        | 10. März 2009         | m          | Al-Baghdadia TV                                    | Irak, Abu Ghraib                                           |                                         |
| Haidar Hashim Suhail                | 10. März 2009         | m          | Al-Baghdadia TV                                    | Irak, Abu Ghraib                                           |                                         |
| Omidreza Mirsayafi                  | 18. März 2009         | m          | Rooznegar                                          | Iran, Tehran                                               |                                         |
| José Everardo Aguilar               | 29. Apr. 2009         | m          | Radio Súper und Bolívar Estéreo                    | Kolumbien, Patía                                           |                                         |
| Shoba                               | 18. oder 19. Mai 2009 | m          | O'liveechchu                                       | Sri Lanka, Mullivaikkal                                    |                                         |
| Abdirisak Mohamed Warsame           | 22. Mai 2009          | m          | Radio Shabelle                                     | Somalia, Mogadischu                                        |                                         |
| Eliseo Barrón Hernández             | 25. Mai 2009          | m          | La Opinión                                         | Mexiko, Gómez Palacio                                      |                                         |
| Nur Muse Hussein                    | 26. Mai 2009          | m          | Radio IQK                                          | Somalia, Beledweyn                                         |                                         |
| Alaa Abdel-Wahab                    | 31. Mai 2009          | m          | Al-Baghdadia TV                                    | Irak, Mosul                                                |                                         |
| Jojo Trajano                        | 3. Juni 2009          | m          | Remate                                             | Philippinen, Taytay Town                                   |                                         |
| Mukhtar Mohamed Hirabe              | 8. Juni 2009          | m          | Radio Shabelle                                     | Somalia, Mogadischu                                        |                                         |
| Crispin Perez                       | 9. Juni 2009          | m          | DWDO Radio                                         | Philippinen, San Jose                                      |                                         |
| Mohamud Mohamed Yusuf               | 4. Juli 2009          | m          | Radio IQK                                          | Somalia, Mogadischu                                        |                                         |
| Natalya Estemirova                  | 15. Juli 2009         | w          | Novaya Gazeta, Kavkazsky Uzel                      | Russland, zwischen Grosny und Gazi-Yurt                    |                                         |
| Abdulmalik Akhmedilov               | 11. Aug. 2009         | m          | Hakikat und Sogratl                                | Russland, Makhachkala                                      |                                         |
| Novruzali Mamedov                   | 17. Aug. 2009         | m          | Talyshi Sado                                       | Aserbaidschan, Baku                                        |                                         |
| Janullah Hashimzada                 | 24. Aug. 2009         | m          | Shamshad TV                                        | Pakistan, Jamrud                                           |                                         |
| Christian Gregorio Poveda Ruiz      | 2. Sep. 2009          | m          | freier Journalist                                  | El Salvador, Tonacatepeque                                 |                                         |
| Sultan Mohammed Munadi              | 9. Sep. 2009          | m          | The New York Times                                 | Afghanistan, nahe Kunduz                                   |                                         |
| Bayo Ohu                            | 20. Sep. 2009         | m          | The Guardian                                       | Nigeria, Lagos                                             |                                         |
| Norberto Miranda Madrid             | 23. Sep. 2009         | m          | Radio Visión                                       | Mexiko, Nuevo Casas Grandes                                |                                         |
| Orhan Hijran                        | 21. Okt. 2009         | m          | Al-Rasheed                                         | Irak, Kirkuk                                               |                                         |
| Bladimir Antuna García              | 2. Nov. 2009          | m          | El Tiempo de Durango                               | Mexiko, Durango                                            |                                         |
| Marites Cablitas                    | 23. Nov. 2009         | w          | News Focus und DXDX                                | Philippinen, Ampatuan                                      |                                         |
| Lea Dalmacio                        | 23. Nov. 2009         | w          | Socsargen News                                     | Philippinen, Ampatuan                                      |                                         |
| Gina Dela Cruz                      | 23. Nov. 2009         | w          | Saksi News                                         | Philippinen, Ampatuan                                      |                                         |
| Marife “Neneng” Montaño             | 23. Nov. 2009         | w          | Saksi News und DXCI                                | Philippinen, Ampatuan                                      |                                         |
| Henry Araneta                       | 23. Nov. 2009         | m          | DZRH                                               | Philippinen, Ampatuan                                      |                                         |
| Mark Gilbert Arriola                | 23. Nov. 2009         | m          | UNTV                                               | Philippinen, Ampatuan                                      |                                         |
| Rubello Bataluna                    | 23. Nov. 2009         | m          | Gold Star Daily                                    | Philippinen, Ampatuan                                      |                                         |
| Arturo Betia                        | 23. Nov. 2009         | m          | Periodico Ini                                      | Philippinen, Ampatuan                                      |                                         |
| Romeo Jimmy Cabillo                 | 23. Nov. 2009         | m          | Midland Review                                     | Philippinen, Ampatuan                                      |                                         |
| Hannibal Cachuela                   | 23. Nov. 2009         | m          | Punto News                                         | Philippinen, Ampatuan                                      |                                         |
| Jepon Cadagdagon                    | 23. Nov. 2009         | m          | Saksi News                                         | Philippinen, Ampatuan                                      |                                         |
| John Caniban                        | 23. Nov. 2009         | m          | Periodico Ini                                      | Philippinen, Ampatuan                                      |                                         |
| Noel Decina                         | 23. Nov. 2009         | m          | Periodico Ini                                      | Philippinen, Ampatuan                                      |                                         |
| Jhoy Duhay                          | 23. Nov. 2009         | m          | Gold Star Daily                                    | Philippinen, Ampatuan                                      |                                         |
| Jolito Evardo                       | 23. Nov. 2009         | m          | UNTV                                               | Philippinen, Ampatuan                                      |                                         |
| Santos Gatchalian                   | 23. Nov. 2009         | m          | DXGO                                               | Philippinen, Ampatuan                                      |                                         |
| Bienvenido Legarte Jr.              | 23. Nov. 2009         | m          | Prontiera News                                     | Philippinen, Ampatuan                                      |                                         |
| Lindo Lupogan                       | 23. Nov. 2009         | m          | Mindanao Daily Gazette                             | Philippinen, Ampatuan                                      |                                         |
| Ernesto Maravilla                   | 23. Nov. 2009         | m          | Bombo Radyo                                        | Philippinen, Ampatuan                                      |                                         |
| Rey Merisco                         | 23. Nov. 2009         | m          | Periodico Ini                                      | Philippinen, Ampatuan                                      |                                         |
| Reynaldo Momay                      | 23. Nov. 2009         | m          | Midland Review                                     | Philippinen, Ampatuan                                      |                                         |
| Rosell Morales                      | 23. Nov. 2009         | m          | News Focus                                         | Philippinen, Ampatuan                                      |                                         |
| Victor Nuñez                        | 23. Nov. 2009         | m          | UNTV                                               | Philippinen, Ampatuan                                      |                                         |
| Ronnie Perante                      | 23. Nov. 2009         | m          | Gold Star Daily                                    | Philippinen, Ampatuan                                      |                                         |
| Joel Parcon                         | 23. Nov. 2009         | m          | Prontiera News                                     | Philippinen, Ampatuan                                      |                                         |
| Fernando Razon                      | 23. Nov. 2009         | m          | Periodico Ini                                      | Philippinen, Ampatuan                                      |                                         |
| Alejandro Reblando                  | 23. Nov. 2009         | m          | Manila Bulletin                                    | Philippinen, Ampatuan                                      |                                         |
| Napoleon Salaysay                   | 23. Nov. 2009         | m          | Mindanao Gazette                                   | Philippinen, Ampatuan                                      |                                         |
| Ian Subang                          | 23. Nov. 2009         | m          | Socsargen Today                                    | Philippinen, Ampatuan                                      |                                         |
| Andres Teodoro                      | 23. Nov. 2009         | m          | Central Mindanao Inquirer                          | Philippinen, Ampatuan                                      |                                         |
| Abdulkhafar Abdulkadir              | 3. Dez. 2009          | m          | freier Journalist                                  | Somalia, Mogadischu                                        |                                         |
| Mohamed Amin                        | 3. Dez. 2009          | m          | Radio Shabelle                                     | Somalia, Mogadischu                                        |                                         |
| Hassan Zubeyr                       | 3. Dez. 2009          | m          | Al-Arabiya                                         | Somalia, Mogadischu                                        |                                         |
| Cihan Hayirsevener                  | 19. Dez. 2009         | m          | Güney Marmara’da Yasam                             | Türkei, Bandirma                                           |                                         |
| Gennady Pavlyuk (Ibragim Rustambek) | 22. Dez. 2009         | m          | Bely Parokhod                                      | Kasachstan, Almaty                                         |                                         |
| Michelle Lang                       | 30. Dez. 2009         | w          | Calgary Herald und Canwest News Service            | Afghanistan, südlich von Kandahar                          |                                         |

### 2010–2014
Die extern verlinkten Eintragungen führen auf die jeweilige Personenseite der Website von Komitee zum Schutz von Journalisten
| Name                                 | Datum des Todes                | Geschlecht | Medium                                            | Land, Ort des Todes                | Todesumstände                                                                                  |
| ------------------------------------ | ------------------------------ | ---------- | ------------------------------------------------- | ---------------------------------- | ---------------------------------------------------------------------------------------------- |
| Valentín Valdés Espinosa             | 8. Jan. 2010                   | m          | Zócalo de Saltillo                                | Mexiko, Saltillo                   |                                                                                                |
| Stanislas Ocloo                      | 9. Jan. 2010                   | m          | Télévision Togolaise                              | Angola, Cabinda province           |                                                                                                |
| Rupert Hamer                         | 10. Jan. 2010                  | m          | Sunday Mirror                                     | Afghanistan, nahe Nawa             |                                                                                                |
| Muhammad al-Rabou'e                  | 13. Feb. 2010                  | m          | Al-Qahira                                         | Jemen, Beni Qais                   |                                                                                                |
| Joseph Hernández Ochoa               | 1. März 2010                   | m          | TV Channel 51                                     | Honduras, Tegucigalpa              |                                                                                                |
| David Meza Montesinos                | 11. März 2010                  | m          | Radio El Patio, Radio America, Channel 45         | Honduras, La Ceiba                 |                                                                                                |
| Nahúm Palacios Arteaga               | 14. März 2010                  | m          | TV Channel 5                                      | Honduras, Tocoa                    |                                                                                                |
| Clodomiro Castilla Ospino            | 19. März 2010                  | m          | El Pulso del Tiempo                               | Kolumbien, Montería                |                                                                                                |
| Hiroyuki Muramoto                    | 10. Apr. 2010                  | m          | Reuters                                           | Thailand, Bangkok                  |                                                                                                |
| Malik Arif                           | 16. Apr. 2010                  | m          | Samaa TV                                          | Pakistan, Quetta                   |                                                                                                |
| Azamat Ali Bangash                   | 17. Apr. 2010                  | m          | Samaa TV                                          | Pakistan, Orakzai                  |                                                                                                |
| Germain Cyrille Ngota Ngota          | 22. Apr. 2010                  | m          | Cameroon Express                                  | Kamerun, Yaoundé                   |                                                                                                |
| Sunday Gyang Bwede                   | 24. Apr. 2010                  | m          | The Light Bearer                                  | Nigeria, Plateau State, Jos        |                                                                                                |
| Nathan S. Dabak                      | 24. Apr. 2010                  | m          | The Light Bearer                                  | Nigeria, Plateau State, Jos        |                                                                                                |
| Sheikh Nur Mohamed Abkey             | 4. Mai 2010                    | m          | Radio Mogadishu                                   | Somalia, Mogadischu                |                                                                                                |
| Sardasht Osman                       | 5. Mai 2010                    | m          | freier Journalist                                 | Irak, Mosul                        |                                                                                                |
| Ghulam Rasool Birhamani              | 9. oder 10. Mai 2010           | m          | Daily Sindhu Hyderabad                            | Pakistan, Wahi Pandhi              |                                                                                                |
| Fabio Polenghi                       | 19. Mai 2010                   | m          | freier Journalist                                 | Thailand, Bangkok                  |                                                                                                |
| Ejazul Haq                           | 28. Mai 2010                   | m          | City-42 TV                                        | Pakistan, Lahore                   |                                                                                                |
| Desidario Camangyan                  | 14. Juni 2010                  | m          | Sunrise FM                                        | Philippinen, Manay                 |                                                                                                |
| Joselito Agustin                     | 16. Juni 2010                  | m          | DZJC                                              | Philippinen, Baccara               |                                                                                                |
| James P. Hunter                      | 24. Juni 2010                  | m          | Fort Campbell Courier, U.S. military publications | Afghanistan, Kandahar              |                                                                                                |
| Jean-Léonard Rugambage               | 26. Juni 2010                  | m          | Umuvugizi                                         | Ruanda, Kigali                     |                                                                                                |
| Sokratis Giolias                     | 19. Juli 2010                  | m          | Thema 98.9, Troktiko                              | Griechenland, Athen                |                                                                                                |
| Vijay Pratap Singh                   | 20. Juli 2010                  | m          | Indian Express                                    | Indien, Allahabad                  |                                                                                                |
| Ardiansyah Matra'is                  | 30. Juli 2010                  | m          | Merauke TV                                        | Indonesien, Merauke                |                                                                                                |
| Assaf Abu Rahal                      | 3. Aug. 2010                   | m          | Al-Akhbar                                         | Libanon, nahe Al-Adaysseh          |                                                                                                |
| Ridwan Salamun                       | 21. Aug. 2010                  | m          | Sun TV                                            | Indonesien, Maluku Islands         |                                                                                                |
| Barkhat Awale                        | 24. Aug. 2010                  | m          | Hurma Radio                                       | Somalia, Mogadischu                |                                                                                                |
| Aleh Byabenin                        | 3. Sep. 2010                   | m          | Charter 97                                        | Belarus, nahe Minsk                |                                                                                                |
| Alberto Graves Chakussanga           | 5. Sep. 2010                   | m          | Radio Despertar                                   | Angola, Luanda                     |                                                                                                |
| Ejaz Raisani                         | 6. Sep. 2010                   | m          | Samaa TV                                          | Pakistan, Quetta                   |                                                                                                |
| Riad al-Saray                        | 7. Sep. 2010                   | m          | Al-Iraqiya                                        | Irak, Bagdad                       |                                                                                                |
| Safa al-Din Abdel Hamid              | 8. Sep. 2010                   | m          | Al-Mosuliya                                       | Irak, Mosul                        |                                                                                                |
| Paul Kiggundu                        | 11. Sep. 2010                  | m          | TOP Radio und TV                                  | Uganda, außerhalb von Kalisizio    |                                                                                                |
| Misri Khan                           | 14. Sep. 2010                  | m          | Ausaf und Mashriq                                 | Pakistan, Hangu                    |                                                                                                |
| Luis Carlos Santiago                 | 16. Sep. 2010                  | m          | El Diario                                         | Mexiko, Ciudad Juárez              |                                                                                                |
| Tahrir Kadhim Jawad                  | 4. Okt. 2010                   | m          | freier Journalist                                 | Irak, Garma                        |                                                                                                |
| Francisco Gomes de Medeiros          | 18. Okt. 2010                  | m          | Radio Caicó                                       | Brasilien, Caicó                   |                                                                                                |
| Carlos Alberto Guajardo Romero       | 5. Nov. 2010                   | m          | Expreso Matamoros                                 | Mexiko, Matamoros                  |                                                                                                |
| Pervez Khan                          | 6. Dez. 2010                   | m          | Waqt TV                                           | Pakistan, Ghalanai                 |                                                                                                |
| Abdul Wahab                          | 6. Dez. 2010                   | m          | Express News                                      | Pakistan, Ghalanai                 |                                                                                                |
| Omar Rasim al-Qaysi                  | 12. Dez. 2010                  | m          | Al-Anbar TV                                       | Irak, Ramadi                       |                                                                                                |
| Alfrets Mirulewan                    | 17. Dez. 2010                  | m          | Pelangi Weekly                                    | Indonesien, Maluku Islands         |                                                                                                |
| Wali Khan Babar                      | 13. Jan. 2011                  | m          | Geo TV                                            | Pakistan, Karachi                  |                                                                                                |
| Lucas Mebrouk Dolega                 | 17. Jan. 2011                  | m          | European Pressphoto Agency                        | Tunesien, Tunis                    |                                                                                                |
| Gerardo Ortega                       | 24. Jan. 2011                  | m          | DWAR                                              | Philippinen, Puerto Princesa City  |                                                                                                |
| Le Hoang Hung                        | 30. Jan. 2011                  | m          | Nguoi Lao Dong                                    | Vietnam, Ho Chi Minh City          |                                                                                                |
| Ahmad Mohamed Mahmoud                | 4. Feb. 2011                   | m          | Al-Ta'awun                                        | Ägypten, Kairo                     |                                                                                                |
| Mohamed al-Hamdani                   | 24. Feb. 2011                  | m          | Al-Itijah                                         | Irak, Ramadi                       |                                                                                                |
| Noel López Olguín                    | 1. März 2011                   | m          | freier Journalist                                 | Mexiko, Chinameca                  |                                                                                                |
| Ali Hassan al-Jaber                  | 13. März 2011                  | m          | Al-Jazeera                                        | Libyen, nahe Benghazi              |                                                                                                |
| Jamal al-Sharaabi                    | 18. März 2011                  | m          | Al-Masdar                                         | Jemen, Sana’a                      |                                                                                                |
| Mohammed al-Nabbous                  | 19. März 2011                  | m          | Libya Al-Hurra TV                                 | Libyen, Benghazi                   |                                                                                                |
| Luis Emanuel Ruiz Carrillo           | 25. März 2011                  | m          | La Prensa                                         | Mexiko, Monterrey                  |                                                                                                |
| Sabah al-Bazi                        | 29. März 2011                  | m          | Al-Arabiya                                        | Irak, Tikrit                       |                                                                                                |
| Muammar Khadir Abdelwahad            | 29. März 2011                  | m          | Al-Ayn                                            | Irak, Tikrit                       |                                                                                                |
| Anton Hammerl                        | 5. Apr. 2011                   | m          | freier Journalist                                 | Libyen, nahe Brega                 |                                                                                                |
| Zakariya Rashid Hassan al-Ashiri     | 9. Apr. 2011                   | m          | freier Journalist                                 | Bahrain, Al-Dair                   |                                                                                                |
| Karim Fakhrawi                       | 12. Apr. 2011                  | m          | Al-Wasat                                          | Bahrain, Manama                    |                                                                                                |
| Chris Hondros                        | 20. Apr. 2011                  | m          | Getty Images                                      | Libyen, Misurata                   |                                                                                                |
| Tim Hetherington                     | 20. Apr. 2011                  | m          | freier Journalist                                 | Libyen, Misurata                   |                                                                                                |
| Sylvain Gagnetau Lago                | 8. Mai 2011                    | m          | Radio Yopougon                                    | Elfenbeinküste, Abidjan            |                                                                                                |
| Nasrullah Khan Afridi                | 10. Mai 2011                   | m          | Khyber News Agency, Pakistan Television, Mashreq  | Pakistan, Peshawar                 |                                                                                                |
| Saleem Shahzad                       | 29. Mai 2011 oder 30. Mai 2011 | m          | Asia Times Online                                 | Pakistan, Mandi Bahauddin          |                                                                                                |
| Asfandyar Khan                       | 11. Juni 2011                  | m          | Akhbar-e-Khyber                                   | Pakistan, Peshawar                 |                                                                                                |
| Romeo Olea                           | 13. Juni 2011                  | m          | DWEB                                              | Philippinen, Iriga City            |                                                                                                |
| Edinaldo Filgueira                   | 15. Juni 2011                  | m          | Jornal o Serrano                                  | Brasilien, Serra do Mel            |                                                                                                |
| Shafiullah Khan                      | 17. Juni 2011                  | m          | The News                                          | Pakistan, Wah Cantonment           |                                                                                                |
| Alwan al-Ghorabi                     | 21. Juni 2011                  | m          | Afaq                                              | Irak, Diwaniyya                    |                                                                                                |
| Ahmad Omaid Khpalwak                 | 28. Juli 2011                  | m          | Pajhwok Afghan News, BBC                          | Afghanistan, Tarin Kot             |                                                                                                |
| José Agustín Silvestre de los Santos | 2. Aug. 2011                   | m          | La Voz de la Verdad, Caña TV                      | Dominikanische Republik, La Romana |                                                                                                |
| Noramfaizul Mohd                     | 2. Sep. 2011                   | m          | Bernama TV                                        | Somalia, Mogadischu                |                                                                                                |
| Hadi al-Mahdi                        | 8. Sep. 2011                   | m          | freier Journalist                                 | Irak, Bagdad                       |                                                                                                |
| Pedro Alfonso Flores Silva           | 8. Sep. 2011                   | m          | Channel 6                                         | Peru, Chimbote                     |                                                                                                |
| Farhad Taqaddosi                     | 20. Sep. 2011                  | m          | Press TV                                          | Afghanistan, Kabul                 |                                                                                                |
| Hassan al-Wadhaf                     | 24. Sep. 2011                  | m          | Arabic Media Agency                               | Jemen, Sana'a                      |                                                                                                |
| Maria Elizabeth Macías Castro        | 24. Sep. 2011                  | w          | freie Journalistin                                | Mexiko, nahe Nuevo Laredo          |                                                                                                |
| Phamon Phonphanit                    | 24. Sep. 2011                  | m          | Sue Samut Atyakam                                 | Thailand, Yala                     |                                                                                                |
| Faisal Qureshi                       | 7. Okt. 2011                   | m          | London Post                                       | Pakistan, Lahore                   |                                                                                                |
| Wael Mikhael                         | 9. Okt. 2011                   | m          | Al-Tareeq                                         | Ägypten, Kairo                     |                                                                                                |
| Zakariya Isa                         | 22. Okt. 2011                  | m          | Nigeria Television Authority                      | Nigeria, Maiduguri                 |                                                                                                |
| Gelson Domingos da Silva             | 6. Nov. 2011                   | m          | Bandeirantes TV                                   | Brasilien, Rio de Janeiro          |                                                                                                |
| Ferzat Jarban                        | 19. oder 20. Nov. 2011         | m          | freier Journalist                                 | Syrien, Al-Qasir                   |                                                                                                |
| Rafiq Tagi                           | 23. Nov. 2011                  | m          | freier Journalist                                 | Aserbaidschan, Baku                | Ermordet, politische Gruppe                                                                    |
| Gadzhimurad Kamalov                  | 15. Dez. 2011                  | m          | Chernovik                                         | Russland, Makhachkala              | ermordet, Staatsorgane                                                                         |
| Abdisalan Sheikh Hassan              | 18. Dez. 2011                  | m          | freier Journalist                                 | Somalia, Mogadischu                | ermordet, militärische Staatsorgane                                                            |
| Basil al-Sayed                       | 27. Dez. 2011                  | m          | freier Journalist                                 | Syrien, Homs                       | erschossen                                                                                     |
| Gilles Jacquier                      | 11. Jan. 2012                  | m          | France 2                                          | Syrien, Homs                       | von einer Granate getötet                                                                      |
| Marie Colvin edition.cnn.com         | 22. Feb. 2012                  | w          | The Sunday Times                                  | Syrien, Homs                       | Artilleriebeschuss                                                                             |
| Mika Yamamoto japandailypress.com    | 20. Aug. 2012                  | w          | Japan Press                                       | Syrien, Aleppo                     | erschossen                                                                                     |
| Mohamed al-Khal                      | 25. Nov. 2012                  | m          | freier Journalist                                 | Syrien, Deir ez-Zor                | erschossen                                                                                     |
| Mick Deane                           | 14. Aug. 2013                  | m          | Kameramann von Sky News                           | Ägypten, Nasr City                 | erschossen                                                                                     |
| Tamer Abdel Raouf                    | 19. Aug. 2013                  | m          | Al Ahram                                          | Ägypten, Damanhur                  | erschossen                                                                                     |
| Rajesh Verma                         | 7. Sep. 2013                   | m          | IBN 7                                             | Indien, Muzaffarnagar              | erschossen                                                                                     |
| Nils Horner                          | 11. März 2014                  | m          | Sveriges Radio                                    | Afghanistan, Kabul                 | erschossen                                                                                     |
| Anja Niedringhaus                    | 4. Apr. 2014                   | w          | Associated Press                                  | Afghanistan, Banda Khel            | erschossen                                                                                     |
| James Foley                          | Aug. 2014                      | m          | freier Journalist, zuletzt für AFP und GlobalPost | Syrien                             | entführt und nach zweijähriger Gefangenschaft enthauptet, Terrororganisation Islamischer Staat |

### 2015–2019
| Name                   | Datum des Todes | m/w/d | Medium                                                                          | Land, Ort des Todes                                                                   | Todesumstände |
| ---------------------- | --------------- | ----- | ------------------------------------------------------------------------------- | ------------------------------------------------------------------------------------- | --- |
| Miroslava Breach       | 23. März 2017   | w     | Journalistin, die über den Einfluss von Drogenkartellen berichtete              | in Chihuahua, Mexiko                                                                  | Die Investigativjournalistin wurde mit mindestens acht Schüssen vor ihrem Haus niedergeschossen und verstarb auf dem Weg ins Krankenhaus |
| Véronique Robert       | 19. Juli 2017   | w     | Kriegsberichterstatterin für France 2                                           | in Mossul, Irak, schwer verletzt, danach in einem französischen Krankenhaus gestorben | durch eine Sprengfalle zusammen mit anderen Journalisten verletzt                                                                        |
| Daphne Caruana Galizia | 16. Okt. 2017   | w     | freie Journalistin, v. a. investigativ arbeitend, zuletzt zu Maltas Regierung   | Malta, Bidnija                                                                        | durch eine Autobombe |
| Ján Kuciak             | 21. Feb. 2018   | m     | Newsportalredakteur bei Ringier Axel Springer Slowakei und frei arbeitend       | Slowakei, Veľká Mača                                                                  | zusammen mit seiner Verlobten in seinem Haus erschossen (Auftragsmord)                                                                   |
| Lyra McKee             | 18. Apr. 2019   | w     | freie Journalistin, v. a. mit den Auswirkungen des Nordirlandkonfliktes befasst | Vereinigtes Königreich, Derry                                                         | im Kontext von militanten Auseinandersetzungen mit der Polizei von einem Mitglied der Real Irish Republican Army („Neue IRA“) erschossen |

### Seit 2020
| Name                                       | Datum des Todes | Geschlecht | Medium                                                                             | Land, Ort des Todes                 | Todesumstände                                                            |
| ------------------------------------------ | --------------- | ---------- | ---------------------------------------------------------------------------------- | ----------------------------------- | ------------------------------------------------------------------------ |
| Hisham al-Hashimi                          | 6. Juli 2020    | m          | freier Journalist                                                                  | Irak, Bagdad                        | erschossen                                                               |
| Danish Siddiqui                            | 16. Juli 2021   | m          | Reuters (Pressephotograf)                                                          | Afghanistan, Spin Boldak            | im Kreuzfeuer erschossen                                                 |
| Brent Renaud                               | 13. März 2022   | m          | Time                                                                               | Ukraine, Irpin                      | Während des Ukrainekriegs bei der Durchquerung eines Checkpoints getötet |
| Pierre Zakrzewski u. Oleksandra Kuvshynova | 15. März 2022   | m/w        | Fox News                                                                           | Ukraine, Horenka                    | Während der Fahrt in einem Auto von russischem Soldaten erschossen       |
| Oxana Wiktorowna Baulina                   | 23. März 2022   | w          | The Insider                                                                        | Ukraine, Kiew                       | Bei einem russischen Raketenangriff getötet                              |
| Wira Hyrytsch                              | 28. Apr. 2022   | w          | Radio Free Europe/Radio Liberty                                                    | Ukraine, Kiew                       | Bei einem russ. Marschflugkörperangriff getötet                          |
| Shireen Abu Akleh                          | 11. Mai 2022    | w          | Al Jazeera                                                                         | Westjordanland, Dschenin            | von israelischen Soldaten erschossen                                     |
| Francisca Sandoval                         | 12. Mai 2022    | w          | Señal 3 La Victoria                                                                | Chile, Santiago de Chile            | erschossen                                                               |
| Frederic Leclerc-Imhoff                    | 30. Mai 2022    | m          | BFMTV                                                                              | Ukraine, Sjewjerodonezk             | von Granatsplitter getötet                                               |
| Yazan Emad Al-Zwaidi                       | 14. Jan. 2024   | m          | Kameramann (Al Ghad TV network)                                                    | Beit Hanun, Gazastreifen, Palästina | Al-Zwaidi starb bei einem Luftangriff auf Beit Hanun.                    |
| Wiktorija Roschtschyna                     | 19. Sep. 2024   | w          | ukrainische Journalistin für u. a. Hromadske, Ukrajinska Prawda, Radio Free Europe | Russland                            | starb in russischer Gefangenschaft, Tod ungeklärt                        |